# 怪物彈珠
《怪物彈珠》是日本mixi株式會社的「XFLAG工作室」製作的iOS和Android系統手機遊戲應用程式，2013年9月開始營運。2015年5月取代GungHo的《Puzzle & Dragons》成為日本收入次高、全球收入第3高的手機遊戲，2015年6月30日更創出單日營收420萬美元的成績。目前為全日本營收第一的手遊。遊戲基本免費，設有體力限制機制。

## 遊戲玩法

遊戲戰鬥畫面展示

- 遊戲的戰鬥系統採回合制，由己方四個怪獸輪流發動攻擊，而攻擊的操作方式分別有反射和貫通，朝著攻擊目標的反方向向後滑動此時會出現箭頭，可瞄準方向後放開射擊，而箭頭延伸的長度與發射力道無關

- 目前關卡難易度分別如下：
  - 黎絕（條件：突破一種轟絕關卡。無法接關，也無法使用奇蹟罐復活，禁止使用借入角色，英雄果實及魂之紋章的效果無效）
  - 轟絕（條件：突破三種爆絕關卡。目前僅一代轟絕有分極＆究極兩種難易度，玩家必須突破「轟絕 • 極」難度後才可挑戰「轟絕 • 究極」。無法接關，除了最新降臨的轟絕關卡不能使用奇蹟罐外，其他轟絕關卡可使用奇蹟罐復活）
  - 超究極（合作活動或特定限定關卡，無法接關，該關卡不得使用奇蹟罐復活。後代超究極關卡突破後能夠挑戰「超究極 • 封」關卡，除無法使奇蹟罐外，英雄果實及魂之紋章的效果無效）
  - 爆絕（無法接關，除了最新降臨的爆絕關卡不能使用奇蹟罐外，其他爆絕關卡可使用奇蹟罐復活，部分冒險之爆絕難易度可使用專用小幫手道具）
  - 超絕（無法接關，除了最新降臨的超絕關卡不能使用奇蹟罐外，其他超絕關卡可使用奇蹟罐復活，至於"超絕.廻"關卡與原有的超絕大同小異）
  - 激究極
  - 究極
  - 極
  - 上級
  - 中級

- 另外還有特別冒險：

1. 追憶書庫
2. 英雄神殿（可獲得英雄果實）
3. 未開之大地（只能於「未開之大地」中得到的角色，以及致霸會有「必出未獲得的角色！保證★6轉蛋玉」(已於2024/9/29結束了他作為每月更新獎勵活動關卡的一生)）
4. 秘海的冒險船（2020年10月初舉辦，不定期舉辦）
5. 神獸聖域（無法接關，消耗體力：30，可使用奇蹟罐復活，僅限突破最後一關才能入手BOSS）
6. 美食的旅程（2022年4月初舉辦，不定期舉辦）
7. 歷戰遺址
8. 守護獸之森（可獲得守護獸羈絆碎片）
9. 混戰世界（玩法類似排位賽，每季都有不同關卡）
10. 天魔的孤城〜試煉之間〜（根據突破的Battle數，可獲得相應的獎勵，於Ver.30.0(2025/08/13)開始變為常駐，但是累積Battle報酬依然每月1日會更新）
11. 天魔的孤城〜空中花園〜（與試煉之間相同，但是禁止使用借入角色，於Ver.30.0(2025/08/13)開始變為常駐，但是累積Battle報酬依然每月1日會更新）

- 每個月會更新獎勵的活動關卡:

1. 破界的星墓（根據突破的Battle數，可獲得相應的獎勵）
2. 霸者之塔（21階後為無法接關，可使用奇蹟罐復活。如同時稱霸絕級淘汰賽-正式比賽，下次挑戰可享有從30關開始挑戰的福利或者是打霸者之塔賽季關卡，制霸完霸者之塔賽季關卡後會開啟以物易物的交換功能）
3. 未開之砂宮（各個關卡在完成後都能夠打到相應的「能量」，只要收集足夠「能量」，就能夠得到各種報酬，每次制霸後能夠獲得「必出未獲得的角色！保證★6轉蛋玉」並且從戰型之書以及據點跳關券選擇其中一項，以及初次打破第10、14、16、19層會獲得魂力鑰匙(2024/10/14開始舉辦)）
4. 禁忌之獄（條件：絕級記錄中「轟絕」冒險突破1種或以上或「爆絕」冒險突破5種或以上或「超絕／超絕・迴」冒險突破15種或以上），僅限第1-25之獄可使用奇蹟罐復活，26-30獄則無法使用，其中突破15、20、25、30獄有機率出現「秘之獄」，分別為剎那（15、20、裏14、裏19）；那由他（25）；阿賴耶（30）；無量大數（裏21）；涅槃寂靜（裏28）。跳關：條件1，到達層數15／20／25／30，則可在下個月跳過1-25獄中隨機5／10／15／20個關卡；條件2，稱霸禁忌之獄5／10／15次則可在下個月跳過1-25獄隨機5／10／15。玩家只需達成以上其中一項條件則可在下個月使用跳關功能，而且只能用跳關數最多的功能）
5. 禁忌之獄-深淵（條件：突破禁忌之獄1-30獄所有關卡者方可挑戰共有5種屬性關卡，BOSS為禁忌之獄-秘之獄的BOSS，每個月隨機出現3種關卡。突破其中一關，可以在下個月的禁忌之獄跳過隨機25關。無法獲得BOSS。有機率出現「淵之獄」，BOSS為不可思議）
6. 絕級淘汰賽（條件：持有五體以上的「運極」角色，根據勝利次數獲得相應獎勵和下個月霸者之塔的跳關數量。若有打完正式比賽，下次的絕級淘汰賽則不需要打預賽）

- 以下為已廢除的特別冒險：

1. 裏 • 霸者之塔（條件：霸者之塔達成40階者方可挑戰，連霸之路的後繼冒險，所有關卡無法接關，失敗後可再挑戰，目前該冒險不得使用奇蹟罐復活，且分東西南北以不同屬性區分。2022年4月廢除）
2. 封印玉樓（條件：霸者之塔曾達成40階者方可挑戰，玉樓裡有25個寶珠（20個超絕+5個爆絕構成），且有分玉樓 • 壹（消耗體力：30）及玉樓 • 貳（消耗體力：60），封印解除後該關卡及角色當次無法挑戰，可使用奇蹟罐復活。2021年1月廢除）
3. 連霸之路（條件：霸者之塔達成40階者方可挑戰，所有關卡無法接關，失敗後當次不得再挑戰，無需消耗體力，同時不得使用奇蹟罐復活。2019年12月中旬廢除）

## 合作活動

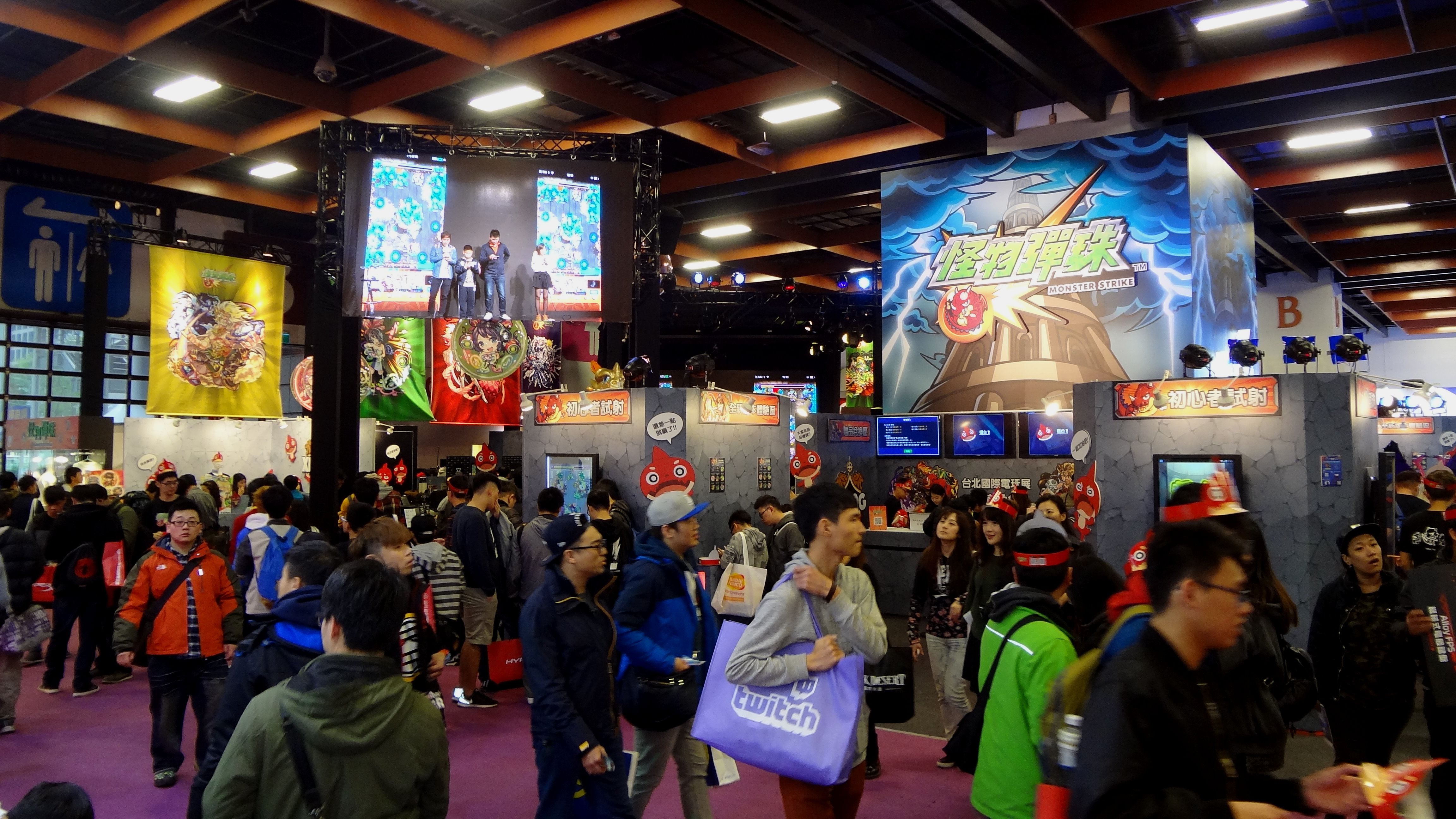
2017臺北國際電玩展，《怪物彈珠》攤位

| - 魔物獵人 - 福音戰士新劇場版（截至2024年2月3日，該合作活動共有4次合作） - HUNTER×HUNTER（截至2024年2月4日，該合作活動共有2次合作） - 聖鬥士星矢 LEGEND of SANCTUARY - 鋼之鍊金術師（截至2024年2月4日，該合作活動共有2次合作） - 多啦A夢（《電影多啦A夢》：《大雄之宇宙英雄記》、《新·大雄的日本誕生》、《大雄的南極冰天雪地大冒險》、《大雄的金銀島》、《大雄的月球探測記》、《大雄的新恐龍》；中文版初次合作使用香港譯名「多啦A夢」） - 幽遊白書（截至2024年2月3日，該合作活動共有2次合作） - Line（截至2024年2月3日，該合作活動只有日本版合作） - 電擊文庫（截至2024年2月3日，該合作活動只有日本版合作） - 神魔之塔（截至2024年2月3日，該合作活動只有台灣版合作） - FINAL FANTASY（截至2024年2月3日，該合作活動共有2次合作） - 一拳超人（截至2024年2月3日，該合作活動只有台灣版合作） - 哥斯拉（截至2024年2月3日，該合作活動只有日本版合作） - 快打旋風 V（截至2024年2月3日，該合作活動共有2次合作） - 蛋黃哥（截至2024年2月3日，該合作活動只有台灣版合作，共有2次合作） - 水滸傳（截至2024年2月3日，該合作活動只有台灣版合作） - 奧特曼（截至2024年2月3日，該合作活動只有日本版合作） - CoCo都可（截至2024年2月3日，該合作活動只有台灣版合作） - 七大罪（截至2024年2月3日，該合作活動共有2次合作） - 物語系列 - 銀魂（截至2024年2月3日，該合作活動共有3次合作） - 星際大戰（截至2024年2月3日，該合作活動只有日本版合作） - 刀劍神域（截至2024年2月3日，該合作活動共有2次正規合作、1次夏日造型系列合作） - 浪客劍心 - 米奇老鼠 - 美少女戰士 - 城市獵人（截至2024年2月3日，該合作活動只有日本版合作） - 遊戲王 - 麥當勞 - BLEACH （截至2024年2月3日，該合作活動共有2次合作） - 電影普羅米亞 - KILL la KILL - 天元突破 紅蓮螺巖 - 台灣吉野家 - 我的英雄學院（該合作活動所有角色設有三種SS語音設定功能。截至2024年2月3日，該合作活動共有2次合作） - 妖怪手錶 - AKB48（截至2024年2月3日，該合作活動只有台灣版合作） - 鬼滅之刃（該截至2024年2月3日，該合作活動共有3次合作） - FAIRY TAIL魔導少年 - 進擊的巨人（截至2024年2月3日，該合作活動共有2次合作） - 境界觸發者（截至2024年2月3日，該合作活動共有2次合作） - Rumic World - 假面騎士系列 - 咒術迴戰&劇場版 咒術迴戰 0（截至2024年2月3日，該合作活動共有3次合作） - Love Live! Sunshine!!（該合作活動所有角色設有三種SS語音設定功能） - 勇者鬥惡龍 達伊的大冒險 - Dr.STONE 新石紀 - Re：從零開始的異世界生活（該合作活動所有角色設有三種SS語音設定功能。截至2024年2月3日，該合作活動共有1次正規合作、1次聖誕造型系列合作） - 通靈王 - 名偵探柯南（截至2025年4月26日，該合作活動共有2次合作） - 間諜家家酒&劇場版 SPY×FAMILY CODE: White（截至2024年2月3日，該合作活動共有1次正規合作、1次聖誕造型合作） - JoJo的奇妙冒險(石之海&星塵遠征軍&黃金之風)（截至2025年1月9日，該合作活動分別為3次合作） - 航海王（截至2025年1月5日，目前僅限日文版合作） - TIGER & BUNNY 2 - 魔法少女小圓（截至2024年8月27日，該合作活動共有1次正規合作、1次夏日造型系列合作） - 鏈鋸人 - 鋼彈&機動戰士鋼彈SEED FREEDOM&機動戰士Gundam_GQuuuuuuX（截至2025年7月13日，該合作活動分別為4次合作） - 關於我轉生變成史萊姆這檔事（截至2025年2月11日，該合作活動分別為2次合作） - 輝夜姬想讓人告白～天才們的戀愛頭腦戰～（輝夜姬想讓人告白-永不結束的初吻） - 地獄樂 - 王者天下 - 東京卍復仇者 - 我想成為影之強者！ - 炎炎消防隊 - 葬送的芙莉蓮 - 東京喰種 - 怪獸8號 - 【我推的孩子】 - 香格里拉·開拓異境～糞作獵手挑戰神作～ - 五等分的新娘(電影版) - 夜櫻家大作戰 - 科學超電磁砲 - Code Geass 反叛的魯路修 - 2.5次元的誘惑 - 孤獨搖滾！ - 藥師少女的獨語 - 女神異聞錄5 皇家版 |

## 遊戲角色

### 角色
- 除部分角色為怪物彈珠自行設計外，大部分則參考出自歷史人物來設計，一部分為轉蛋取得（有機會轉出限定角色），另一部分為透過冒險中取得。

- 部分角色為繁體中文版原創角色，

| 繁體中文版原創 |
| --- |
| - 沙悟淨 - 西王母（聲：荻野葉月） - 媽祖（聲：古賀葵；造型聲：高垣彩陽） - 貂蟬（日服叫月麗,聲：田以熙 ,但獸神化以及獸神化改型態為鳥越まあや） - 楊玉環（聲：元吉有希子） - 王昭君（聲：稲山茉有乃） - 西施（聲：西岡璃南） - 項羽（聲：喜多村英梨） - 劉邦（聲：平野綾） - 武則天（聲：能登麻美子） - 神農（聲：上田麗奈） - 包青天（聲：下地紫野） - 鍾馗（聲：安濟知佳） - 月下老人（聲：千本木彩花） - 盤古（聲：遠野光） |

- 還有部份角色是來自美服和韓服，

| 美服和韓服原創               |
| ---------------------------- |
| - 忽必烈 - 朱蒙 - 泰佩絲特。 |

自武則天後的繁體中文版原創角色均設有三種SS語音設定功能。
- 2019年7月起，部分角色設有三種SS語音功能，王者之劍（聲：小西克幸），比娜（聲：堀江由衣），神農（聲：上田麗奈），馬嘉伶以及武則天（聲：能登麻美子）等後續之限定角色設有三種SS語音設定功能，而合作角色則有我的英雄學院系列、航海王系列、關於我轉生變成史萊姆這檔事系列、輝夜姬想讓人告白系列等後續之限定角色設有三種SS語音設定功能，需透過特別任務取得專用SS語音套組（部分則為兌換獲得），玩家已持有該角色之SS語音套組可切換成三種選一的語音，否則無法切換語音。

- 部分角色因應特殊節慶或特別活動，均有設計不同角色之特別造型之姿態登場。另外，特別造型之姿態登場時以轉蛋方式取得期間，該次轉蛋角色普通姿態不會轉出。

- 目前於2025/01/01將在艾兒設有特別SS特寫。特別SS特寫獲取條件為於 【2025年新年 特別額外附贈 超獸神祭】期間 抽出艾兒 或 艾兒總計數為20運時獲得。以及2025/07/13在尼奧獸神化改實裝此功能，條件為總計數為20運時獲得。

- 每逢月中都會有激獸神祭，所有角色都設有三種SS語音設定功能。

| 激獸限定角色為以下這些。 |
| --- |
| - 千早（聲：佐倉綾音） - 浮士德（聲：小野賢章、葛麗卿（聲：水野朔）） - 梅摩莉（聲：上田麗奈） - 繆思（聲：種崎敦美） - 薩託莉（聲：菲魯茲·藍） - 辛基爾提（聲：武內駿輔） - 逆麟（聲：豐崎愛生） - 基度山（聲：津田健次郎） - 三途（聲：井口裕香） - 瓦妮妲絲（聲：田中敦子） - 盧涅桑絲（聲：花守由美里） - 伊呂波（聲：瀨戶麻沙美） |

- 每逢月末至隔月初都會有超獸神祭，所有角色都設有三種SS語音設定功能。

| 超獸限定角色為以下這些。 |
| --- |
| - 魔奇亞（聲：南條愛乃） - 正宗（聲：悠木碧） - 奈特梅雅（聲：齋藤千和） - 久遠（聲：伊藤美來） - 艾兒（聲：雨宮天） - 莫比烏斯（聲：梶裕貴） |

- 每月當中有四日設有怪物彈珠精選角色 DX，設置的角色都是高人氣之角色（其中限定角色為前超獸神祭限定角色）。

| DX限定角色為以下這些。 |
| --- |
| - 比娜（聲：堀江由衣，該角色設有三種SS語音設定功能） - 王者之劍（聲：小西克幸，該角色進神化設有三種SS語音設定功能） - 亞米妲（聲：潘惠美，新春版則設有三種SS語音設定功能） - 哈磊露亞（聲：花江夏樹，該角色進神化設有三種SS語音設定功能） - 亞森（聲：澤城美雪，該角色設有三種SS語音設定功能） - 婆娑羅（聲：細谷佳正，該角色設有三種SS語音設定功能） - 花音（聲：丹下櫻，該角色設有三種SS語音設定功能） - 妮奧（聲：水瀨祈） - 阿碧斯（聲：石川由依） - 亞爾絲蘭（聲：坂本真綾） - 八雲（聲：花澤香菜） - 麒麟兒（聲：中村悠一） |

- 每月會舉辦各屬性祭，舉辦日期並不固定，但各屬性每月定會有一次屬性祭。屬性祭每次為期約兩天，在屬性祭中只會抽中該屬性的角色（包括屬性祭限定角色）。各屬性祭包括：

　・火屬性祭（火焰之星）
| 火焰之星(火)限定角色為以下這些。 |
| --- |
| - 楊玉環（繁體中文版原創角色，skin造型只限繁體中文版有）（聲：元吉有希子） - 鬼丸國綱（聲：今井文也） - 拉普拉斯（聲：鬼頭明里，該角色進神化設有三種SS語音設定功能） - 惠比壽（聲：上坂堇，該角色設有三種SS語音設定功能） - 骸（聲：黃泉：野上翔、剎那：祐仙勇、那由他：藤田麻美、羅剎：利根健太朗） - 聖德太子（聲：逢坂良太） - Kill×Your×Idol（聲：開膛手傑克：高橋李依、拉普拉斯：鬼頭明里、帝維瓊：鈴木崚汰） - 迪亞波洛思（聲：豐口惠） |

　・水屬性祭（水之遊宴）
| 水之遊宴(水)限定角色為以下這些。 |
| --- |
| - 沙悟淨（繁體中文版原創角色，只限繁體中文版）（聲：未知） - 風神雷神（聲：德井青空，該角色進神化設有三種SS語音設定功能） - 童子切安綱（聲：田中健大） - 安娜塔西亞（聲：東山奈央，該角色設有三種SS語音設定功能） - 甘露（聲：尤加奈） - 琵莉卡（聲：黑澤朋世） - 查理曼（聲：桑島法子） - 告別重力（聲：妮奧：水瀨祈、亞米妲：潘惠美、哈磊露亞：花江夏樹） |

　・木屬性祭（綠色幻想）
| 綠色幻想(木)限定角色為以下這些。 |
| --- |
| - 西施（繁體中文版原創角色，skin造型只限繁體中文版有）（聲：西岡璃南） - 三日月宗近（聲：山田麻莉奈） - 幕末Resurrection（聲：坂本龍馬：村田太志、楢崎龍：進藤尚美、高杉晉作：眞對友樹也、原田左之助：木村隼人）） - 麻穗呂芭（聲：井上喜久子，該角色進神化設有三種SS語音設定功能） - 波菈里絲（聲：三森鈴子，該角色設有三種SS語音設定功能） - 安朵美達（聲：小林優） - 惠比天少女組（聲：弁財天：佐倉綾音、惠比壽：上坂堇、阿修羅：菲魯茲·藍） - 新島八重（聲：齋賀光希） - 塔耳塔羅斯（聲：木村良平） - 艾特華爾（聲：村瀨步） |

　・光屬性祭（Starlight Mirage）
| Starlight Mirage(光)限定角色為以下這些。 |
| --- |
| - 王昭君（繁體中文版原創角色，skin造型只限繁體中文版有）（聲：稻山茉有乃） - 大典太光世（聲：和泉風花） - 妖怪少女（聲：妲己：佐藤美由希、魅魔：和泉風花、奈落：市邑咲） - 歐娘庫彭（聲：悠木碧，該角色設有三種SS語音設定功能） - 開膛手傑克（聲：高橋李依，該角色設有三種SS語音設定功能） - 薛丁格（聲：森永理科） - 克林姆（聲：遠藤綾） - 露米娜絲（聲：古賀葵） - 超狂的女高中生們,（聲：正宗：悠木碧、三島晴子：矢野妃菜喜、蓬萊：島田愛野、瑪娜：金元壽子） |

　・闇屬性祭（Midnight Party）
| Midnight Party(闇)限定角色為以下這些。 |
| --- |
| - 數珠丸恆次（聲：大橋步夕） - 閻羅（聲：櫻井孝宏，該角色進神化設有三種SS語音設定功能） - 歸蝶（聲：田村由香里，該角色設有三種SS語音設定功能） - 終末命運共同隊、盧娜（聲：朴璐美） - 巴比倫（聲：佐藤聰美） - 水戶光圀（聲：大塚明夫） - 星霜（聲：市之瀨加那） - Magical☆Meruruns（聲：所羅門：內田真禮、魔奇亞：南條愛乃、莉芭蒂：喜多村英梨、梅林：福圓美里） |

- 繁體中文版每月月中至月尾會不定期真英雄祭，當中的限定角色為繁體中文版原創，限定角色包括：朱蒙、忽必烈、項羽、劉邦、武則天、神農、包青天、鍾馗、月下老人、盤古)

- 日版另設「東方旅人」蛋池，在每月月中至月末出現，限定角色為部份繁體中文版原創角色，包括：媽祖、西王母、貂蟬、楊貴妃、泰佩絲特、武則天、忽必烈、王昭君、西施、神農、項羽、劉邦、包青天、鍾馗、月下老人、盤古

- 由於限定角色眾多，2013年至2019年推出的限定角色將轉移至獨立蛋池，這些蛋池包括：

・2013&2014限定角色
| 2013&2014限定角色為以下這些。 |
| --- |
| - 雅格娜姆特（聲：秋山繪理） - 雅格娜姆特X（聲：秋山繪理） - 蘭斯洛特X（聲：青柳晶） - 米迦勒（聲：西岡璃南） - 織田信長X（聲：秋山繪理） - 拿破崙（聲：八卷安奈） - 拉法葉（聲：荻野葉月） - 阿波羅X（聲：鷲見昂大） - 成吉思汗（聲：秋山繪理） - 史特萊克（聲：渡慶次信幸） - 埃及豔后（聲：福島亞美） - 烏列爾（聲：天國：小松未可子、地獄：秋山繪理） - 赫拉X（聲：福島亞美） - 愛麗絲（聲：渡邊遙） - 聖女貞德（聲：福島亞美） |

・2015限定角色
| 2015限定角色為以下這些。 |
| --- |
| - 卑彌呼（聲：星野弘美） - 天草四郎（聲：星野弘美） - 達太喵（聲：渡邊遙） - 亡命兔Ltd.（聲：黑：芳野由奈、白：橋本千波） - 路西法（聲：荻野葉月） - 妲己（聲：星野弘美） - 傑奇&海德（聲：牛木理人） |

・2016限定角色
| 2016限定角色為以下這些。 |
| --- |
| - 諾亞（聲：渡慶次信幸） - 加百列（聲：福島亞美） - 羅賓漢（聲：田所陽向） - 南丁格爾（聲：田村由香里） - 神威（聲：齋藤響） - 奇思奇爾‧麗菈（聲：花澤香菜） |

・2017限定角色
| 2017限定角色為以下這些。 |
| --- |
| - 潘朵拉（聲：小倉唯） - 諾斯特拉達姆斯（聲：釘宮理惠） - 背德手槍（聲：路西法：日笠陽子、茨木童子：西明日香、撒旦：森久保祥太郎） - 瓦爾普吉斯（聲：田中理惠） - 彌勒（聲：川澄綾子） - Two for all（聲：達太喵：本渡楓、紫苑：石原夏織） |

・2018限定角色
| 2018限定角色為以下這些。 |
| --- |
| - 瑪娜（聲：金元壽子） - 石川五右衛門（聲：坂本真綾） - 摩西（聲：綠川光） - 卡麥爾（聲：島田愛野） - 小野小町（聲：雨宮天） - 雷米爾（聲：集貝花） - 薩基爾（聲：元吉有希子） - 弁財天（聲：佐倉綾音） - 聖德芬（聲：木村真悠） - 惡魔‧龐克‧煉獄（聲：阿薩謝爾：前野智昭、別西卜：平川大輔、摩洛：益山武明） - 梅塔特隆（聲：有澤睦生） |

・2019限定角色
| 2019限定角色為以下這些。 |
| --- |
| - 所羅門（聲：內田真禮） - 夏洛克・福爾摩斯（聲：上坂堇） - 媽祖（繁體中文版原創角色，skin造型只限繁體中文版有）（聲：古賀葵） - 天使歌姬（聲：米迦勒：朝井彩加、拉法葉：安野希世乃、加百列：日高里菜、烏列爾：小松未可子） - 綿津見（聲：茅野愛衣） - 圖坦卡門（聲：福山潤） - 西王母（繁體中文版原創角色，skin造型只限繁體中文版有）（聲：荻野葉月） - 亞伯（聲：竹達彩奈） - 凱撒（聲：高山南） - 貂蟬（繁體中文版原創角色）（聲：進/神化及進化前為田以熙 ,但獸神化以及獸神化改型態為鳥越まあや） - 泰佩絲特（聲：獸神化前未知，獸神化/改後為野首南帆子） |

### 屬性
- 分為火、水、木、光、闇

- 屬性剋制如下：
  - 火>>木>>水>>火：而光、闇則互剋

### 形態
- 分爲「進化前」、「進化」、「神化前」、「神化」、「獸神化前」、「獸神化」、「獸神化·改」、「真獸神化前」、「真獸神化」

### 戰型
- 分爲「平衡型」、「力量型」、「速度型」及「砲擊型」
- 2019年10月新增「超戰型」解放，僅限已經授予戰型之書之「獸神化」角色與「獸神化·改」解放後之角色專用
  - 「超平衡型」：
    - 「補血愛心」的回復效果增加20%
    - 對有利屬性目標的攻擊力、友情技威力上升20%，並且會隨關卡屬性倍率提升亦相應提高其效果（屬性UP: 26.9%; 屬性超UP: 40.1%; 屬性超絕UP: 53.7%）

  - 「超力量型」：
    - 「劍」道具的攻擊力上升效果增加20%
    - 於彈射中最初觸碰到敵人的一擊，攻擊倍率上升20%
    - 觸碰到敵人時的減速率降低

  - 「超速度型」：
    - 「鞋子」道具的速度上升效果增加
    - 於彈射中最初觸碰到牆壁時，會發動一次加速效果

  - 「超砲擊型」：
    - 「沙漏」道具的Strike Shot短縮效果變成4回合
    - 因「爆炸」或「反擊模式」等原因而誘發的友情技及副友情技，威力將會是100%，並不會減半

- 於編隊需求中，如獸神化·改之角色其連攜技能發動需求為與戰型相關者，戰型與超戰型彼此可視為同一種戰型（舉例某獸神化·改角色之戰型為超平衡型，其連攜技能條件為「隊伍中編入1體與自己相同戰型者」，如隊伍中編入另1體平衡型角色，其連攜技能亦可發動。）

### 擊種
- 分為反射、貫通、反射＆聚能、貫通＆聚能
- 於編隊需求中，如獸神化·改之角色其連攜技能發動需求為與擊種相關者，則貫通等同貫通＆聚能；反射等於反射＆聚能（舉例某獸神化·改角色之擊種為反射&聚能，其連攜技能條件為「隊伍中編入1體與自己相同擊種者」，如隊伍中編入另1體擊種為反射之角色，其連攜技能亦可發動）

### 守護獸
為Ver. 20.0後導入的新系統。在關卡「守護獸之森」中，透過通關究極關卡即可和各個守護獸成為夥伴，並解放其對應的超絕難易度關卡，蒐集「羈絆碎片」可以強化守護獸的技能（Ver. 22.0後可以在守護獸圖鑑中查看其能力效果及發動條件）。守護獸之森的究極與超絕關卡皆可獲得最多200個羈絆碎片，超過數量上限後便不能再從同一關卡中獲得碎片。在隊伍編成介面中可以選定出擊的守護獸，於關卡內達成特定條件即可發動「守護技能」。發動守護技能的回合，玩家無法同時使用必殺射擊，且同一局遊戲中只能發動一次守護技能。

## 劇場版
怪物彈珠第一部劇場版《前往始源之地》（日语：はじまりの場所へ）在2016年上映，第二部劇場版《空之彼方》（日语：ソラノカナタ）在2018年上映。

### 《前往始源之地》登場角色
焰蓮（聲：(幼年)坂本真綾/小林裕介）
水澤葵（聲：Lynn）
若葉皆實（聲：木村珠莉）
神俱土春馬（聲：(幼年) 村中知/小野大輔）

### 登場怪物
傳說的赤龍非凡龍（聲：福島潤）
圓桌聖騎士亞瑟（聲：水樹奈奈）
聖告的大天使加百列（聲：日高里菜）
福音的聖者天草四郎時貞（聲：大地葉）
火之夜藝速男神迦具土（聲：內匠靖明）
闇之鬥神虛空蓋諾姆（聲：山寺宏一）

### 《空之彼方》登場角色
奏太（聲：窪田正孝）
主人公。瑪娜之子(人和怪物的混血兒)。與祖母兩人相依為命的高一學生。完全不記得13年前東京分離並漂浮至空中時發生的事，抱持著「不記得就等於不存在」的冷漠態度。在意著右手掌上會發出不可思議光芒的印記，卻渾然不知這是他身為天命之少年的證明。
希空（聲：廣瀨愛麗絲）
女主角。有著藍色頭髮的少女。幼年時期沒有名字，因留著像天空一樣的藍色頭髮，所以被瑪娜取名為「希空」。性格好勝且充滿行動力，使用可變形的鐮刀進行戰鬥。隨身帶著重要的人給她的收音機。
刀夜（聲：細谷佳正）
結奈的哥哥。以特殊的刀為武器進行戰鬥的吸血鬼。長相稍嫌兇惡但實則很替同伴著想，是個可靠的大哥哥。擁有堅強的意志，引領眾人前進。
結奈（聲：悠木碧）
刀夜的妹妹。隨身背著靈柩造型槍砲的吸血鬼。個性溫柔友善，很關心奏太。
瑪娜（聲：金元壽子）
奏太的媽媽。人類與怪物的混血。封印編織者。
影月明（聲：河西健吾）
半藏（聲：武內駿輔）
火屬性。
千手（聲：山寺宏一）
水屬性。欲使漂浮於空中的東京墜落至地面的「解放戰線」的首領。以自己的性命作為代價，獲得了被視為禁忌的強大黑暗力量。
羅睺羅（聲：松本梨香）
光屬性。解放戰線的成員。身穿新娘服裝的女性，想成為千手的新娘。但由於對千手的愛，她染上了污穢，以機械人的身姿戰鬥著。
優婆離（聲：仲野裕）
火屬性。解放戰線的成員。平時是乘務員的樣子，但在戰鬥時，會變成一隻像老鼠一樣的怪物。
該隱（聲：原由實）
火屬性。
呂布（聲：稻田徹）
水屬性。
布魯圖斯（聲：內山夕實）
木屬性。
提婆達多（聲：赤羽根健治）
光屬性。
猶大（聲：大久保瑠美）
闇屬性。
辛巴達（聲：浜田賢二）
水屬性。
阿薩謝爾（聲：前野智昭）
火屬性。
坂本龍馬（聲：村田太志）
火屬性。
路西法（聲：日笠陽子）
闇屬性。
烏列爾（聲：小松未可子）
光屬性。
加百列（聲：日高里菜）
木屬性。
神威
光屬性。

### 其他出現過的怪物
亡命兔Ltd
木屬性。
南丁格爾
木屬性。
白亞（聲：加藤英美里）
光屬性。
芭絲特
闇屬性。
瓦爾普吉斯
火屬性。
達太喵
水屬性。
奇思琪爾·麗菈
光屬性。

## 網絡動畫
怪物彈珠動畫版為「怪物彈珠」所製作的動畫，製作公司為「雲雀工作室」與「Ultra Super Pictures」。動畫版於2015年10月10日在視頻網站YouTube上公開放送。

### 登場人物（第1期·第2期）
蓮隊
焰蓮（聲：小林裕介）
本作主人公。由於父母的緣故，回到自幼居住的神之原，並轉校到神之原的初中。不知為何，沒有在神之原住過的記憶。戰鬥時，頭髮會像火焰一樣變紅，正義感強烈。對鬥神們和巴貝爾的非道德行為感到憤怒，因為有想保護朋友強烈的心使龍馬獸神化。另外，當傲拉龍在與業障的戰鬥中消失的時候，他深深感到悲傷，當阿瓦隆復活之際，他由衷地感到高興。第二季中，他以與龍馬的羈絆作為武器拼上性命救出瑪娜，為了救瑪娜而奮鬥。在瑪娜封鎖了赤紅之月發動之後因力量耗盡而消失的時候，和傲拉龍消失的時候一樣流露出悲傷的樣子。蓮所持有的彈珠戒指最初是明隊成員春馬持有的，在第7話中，明說:“我是不會承認你帶著春馬的彈珠戒指”。從20話開始以怪物召喚系統中獲得的坂本龍馬為主要怪物使用，但因為不習慣貫通型所以不能發揮龍馬的力量。在與櫻的戰鬥中令龍馬敗北，在第23話與黑暗宙斯的戰鬥開始的時候完全不能給予龍馬指示。此後，自己也作為彈珠玩家而成長，特別是龍馬在巴哈姆特戰中獸神化之後取得更多戰果。在與作為最後的鬥神業障的最終作戰中，代替不能戰鬥的龍馬與傲拉龍一起作戰。雖然戰爭之後恢復了一部分以前的記憶，但童年時期在神之原度過時的記憶還是有一部分忘記了。有着開朗積極的性格。戰鬥中主要使用火屬性怪物，初期使用芬里爾X，中期開始用龍馬。火屬性怪彈玩家，持有怪物：坂本龍馬、阿瓦隆(僅限第二季第1話出現)
水澤葵（聲：Lynn） 
蓮、明、皆實的同班同學，可靠而率直的少女。從小學開始就很擅長游泳，但只是興趣愛好，不屬於游泳部。第一人稱是“我”，曾經是明隊的成員，職業摔跤技能很拿手，雖然是初中生，但本人戰鬥能力的水準相當高。與傲拉龍很相配，第一次見面就成了朋友。小學時代和蓮組成同一隊伍，那時的記憶被鬥神奪走了。在第二季中，經常會描繪以複雜的表情注視著關係親密的蓮和瑪娜的場面，但對瑪娜卻很友好。戰鬥中主要使用水屬性怪物，初期使用有職業摔跤技能的鋼鐵狐，21話開始使用怪物召喚系統獲得的拿破倫。第2期也使用天草四郎和諾斯特拉達姆斯。想要將已經解散的自己的怪物彈珠隊伍再次組成。似乎和蓮是青梅竹馬？水屬性怪彈玩家，持有怪物：天草四郎、諾斯特拉達姆斯、拿破崙、鋼鐵狐
影月明（聲：河西健吾） 
蓮、葵、皆實的同班同學。銀髮，戴著眼鏡。左臉頰有顆痣。冷酷的完美主義者。曾經和葵、皆實、春馬屬同一個隊伍，但以某件事為契機，現在和怪物彈珠保持着距離。口頭禪是“不可能”。愛好是街頭籃球。對以前的隊友春馬寄予了很大的信任。當初堅決拒絕了蓮和葵的邀請，尤其是對使用春馬的彈珠戒指的蓮，對蓮說道：“你不能代替春馬”。但通過洗腦事件、伊邪那美和水之鬥神多姆的戰鬥，漸漸的認同了蓮。《Rain of Memories》以回憶的形式描寫了他一年前的過去，當初為了報復傷了妹妹琉璃的仙台隊，但通過與春馬等人交流後找回享受怪物彈珠的樂趣，之後加入了春馬隊。剛轉學時穿的是以前的中學校服，後來穿上了神之原中學的校服。在終戰被死兆附身的春馬一對一單槍匹馬打敗了的時候，他發誓：“我除了春馬以外沒有其他夥伴”，光屬性怪彈玩家，他沒承認剛剛覺醒了的蓮也是如此。戰鬥中主要使用光屬性的神威，在怪物召喚系統中獲得約翰萬次郎，但實際上沒有在戰鬥中使用過。劇場版中也有使用蓮祖父託付的亞瑟。在第2期中，玄馬調整後的新彈珠戒指可以使用其他屬性的怪物。在第0話中使用了水屬性的日本武尊。持有怪物：神威、約翰萬次郎
若葉皆實（聲：木村珠莉） 
原本和葵是同一隊伍的成員，但現在卻是隔壁班隊伍的首領。天然遲鈍娘，但自己卻對此沒有發覺。也有毒舌的時候。經常模仿一些著名的臺詞。不論什麼季節都穿著冬裝，以“opario”作為問候。社團活動是作為在咖啡館學習咖啡的一環，隸屬於茶道部。另外，在隊伍中最不擅長殘酷的景象，當多姆捕食伊邪那美時，除了和葵一起移開視線外，還親眼目睹斑目被彌勒殺死，因為鏡頭太過殘忍而昏倒。初登場的時候一到戰鬥左眼會變成紅色的狀態。不過，這是因為被鬥神洗腦。第10話，輪給蓮等人後又恢復原狀，第11話再次成為其成員。小學的時候和葵一樣組成了和蓮相同的隊伍，那時的記憶被鬥神奪走了。劇場版中描寫了他們三人的過去。第2期與傲拉龍一起觀察蓮、葵、瑪娜的三角關係。戰鬥中主要使用木屬性怪物，喜歡用亡命兔Ltd，第2期也有使用加百列。木屬性怪彈玩家，持有怪物：亡命兔、加百列
瑪娜·李文斯頓（聲：金元壽子） 
第二季登場角色，從美國來到神之原中學的轉校生，被美國朋友教導了錯誤的日本文化。對成為了嚮導角色的蓮寄予信賴，被交付了的彈珠戒指被誤解為結婚戒指。和蓮他們相遇的時候，雖然害怕怪物，但被瓦爾普吉斯發現後和她一起救了陷入困境的蓮，以此為契機進入了怪物的世界。但其實是從人類跟怪物之間誕生、繼承著兩種血脈，但本人還不曉得這件事。真正的名字是“瑪娜·阿尼瑪”。因為擁有天使的父親和人類的母親，所有被彌勒選為“赤紅之月的解放者”。被彌勒確保了之後被他制作的“再生之塔”內部捉住。不過，因為入侵了塔內部的蓮奮鬥的結果，瑪娜的彈珠戒指力量覺醒，進化成“情愛的天使瑪娜”。火屬性怪彈玩家，持有怪物：瓦爾普吉斯
情愛的天使 瑪娜(繁體中文版遊戲中:慈愛天使 瑪娜)
在第11話中，瑪娜因為從蓮那裡收到彈珠戒指而進化。有著光輝天使般的姿態。對以壓倒性的實力自豪的彌勒，這場戰鬥很不利，激烈戰鬥之後擊敗了彌勒，對倒下的彌勒說明了友情的美好，促使她的想法發生變化。雖然彌勒已倒下，但赤紅之月的活動沒有停止，為了停止赤紅之月的活動。以蓮為首的人們和怪物們的感情轉化為力量而覺醒，消滅了赤紅之月。但是作為代價，她耗盡了力量，對蓮留下了“我一直在一起”的遺言，以平靜的表情化作粒子消失。
赤紅之月的解放者 瑪娜·阿尼瑪
由於被赤紅之月捕獲的瑪娜覺醒了作為怪物的的力量分離了，變成了一個赤紅之月的防衛系統。以其冷酷無情、超出常軌的戰鬥力而自豪，將自衛隊的戰鬥機發射的飛彈全部擊落，還將戰鬥機的搭乘員擊碎，重複著無法想像的行為。在蓮侵入赤紅之月內部時，與神威、亡命兔等人交戰表現出未退讓的戰鬥姿態，在赤紅之月內部瑪娜作為情愛的天使覺醒後消失了。

春馬隊
神俱土春馬（聲：小野大輔）
神之原中學的學生，明的同學。有向右轉的習慣。其特徵是褐色的皮膚和白髮，銳利的眼神。明隊的隊長。不過，由於某些理由離開了隊伍，他搬到涉谷後 明隊解散了，此後與薰、志乃、茉莉子組成隊伍。蓮所持有的彈珠戒指原本是他所持有的。動畫第1期第1章只以名字和背影身姿登場，不過，第1期第2章正式登場，那個時候背後帶著人形姿態的路西法走在涉谷的街道上。根據電影第一作小學生時代和39話，“Rain of memories”中明的回憶，以前第一人稱是「僕」，是個露出燦爛笑容的人，不過，因自己的弱點被死兆附身時的第一人稱變成「俺」，毫不留情地打倒對方的怪物，更加被死兆篡改了記憶，錯誤認為蓮「奪走了自己的母親」。用路西法打敗了蓮等人，並說要打倒神之原的TOP4，之後離開了現場。但是，儘管春馬等人打敗了前4名的太陽隊，但還是違反了約定，再次來到涉谷的春馬等人因“情況發生了變化”，試圖離開這個地方。春馬在追問記憶的瞬間，被死兆抓住了。在漸漸淡薄的意識中，春馬用叫聲解除了自己的洗腦，並擊敗了操縱自己的死兆。在第38話中，知道父親玄馬試圖建立的計劃，在死兆的洗腦解開了之後繼續使用第一人稱「僕」。現在的隊伍是他被洗腦後結成的隊伍，不過，洗腦被解除了之後隊伍依然團結。特別被志乃戀慕著，不過，對於她的感情是不是注意到就不明。但是，至少作為隊友有著很大的信賴，因為茉莉子的惡作劇差點從樓梯上摔下來的時候，擔心她有沒有事。在第2期前篇的最終話中，戰勝了操縱成吉思汗、被神威封印行動的上杉謙信。暗屬性怪彈玩家，持有怪物：路西法
一之瀨志乃（聲：大西沙織）
春馬的隊員之一，與春馬同一間學校，穿著黑色的水手服和長裙。身上散發著冷靜的氛圍。像機器人那樣不太擅長表達感情，對自己沒有必要的人不會記著，給人冷淡的印象。另一方面，對作為隊長的春馬忠實且抱有好感，在戰鬥中不由自主地說出了告白的說話。薰和茉莉子也支持她和春馬的關係，但自己認為和春馬不搭調，無法清楚地傳達自己的想法。擅長計算，在隊伍中參謀的存在，不過，有一個習慣，如果思考過多就會流鼻血。在動畫中，出現在葵和參仗面前，她召喚卑彌呼，想迫葵他們入絕路，但因為路西法的干擾而打成平手。37話為了救春馬，協助蓮等人迎擊死兆。曾在第43話被櫛名田操縱。火屬性怪彈玩家，持有怪物：卑彌呼
小林茉莉子（聲：山崎遙）
春馬的隊員之一。打扮相當奇特，綁著一個粉紅一個藍色像棒棒糖一樣的辮子，右眼戴著粉紅色的心形眼罩，制服上綁著粉紅和藍色的絲帶。在動畫中，為了妨礙皆實和茜而召喚愛麗絲，但卻敗北。在他們問春馬在哪裡之前都消失了，37話中為了救春馬而趕來，用愛麗絲的能力來回復蓮的龍馬。與薰一樣，知道了志乃對春馬的感情之後，一邊搞笑一邊支持志乃。暗屬性怪彈玩家，持有怪物：愛麗絲
大和田薫（聲：高橋廣樹）
春馬的隊員之一。上半身經常半裸，通過游泳鍛煉肌肉，對鍛煉了的肌肉有著絕對的信心。我行我素且隨意的性格。動畫中出現在明和太陽面前，並召喚羅密歐打敗兩個妨礙春馬的人。打敗了太陽的洛基，也一度迫逼明，但因羅密歐被明的神威打倒而敗北。擊敗死兆之後，和春馬一樣和蓮他們合作的機會增加了。同時，知道了志乃對春馬的感情之後，一邊搞笑一邊支援著志乃。水屬性怪彈玩家，持有怪物：羅密歐
太陽隊
白濱太陽（聲：小西克幸）
暗屬性怪彈玩家，持有怪物：洛基
二階堂純（聲：石上靜香）
神之原中學的學生會會長。嚴守校規，確保學校的風紀不會紊亂。如果有擾亂風紀的學生，會讓他們寫大量的反省文。一邊紅著臉一邊向幫助自己的蓮道謝，在第28話被蓮拜託來涉谷的時候，不知道是要搜索春馬，誤以為是約會的邀請，表現出女孩子的表情。動畫第21話開始登場，與蓮、皆實所屬的茶道部交戰。暗屬性怪彈玩家，持有怪物：櫻
野田茜（聲：高橋李依）
神之原中學的學生。個子小，緞帶和看上去很大的眼鏡是其特徵。神之原中學學校規定禁止打工，但他偷偷地在“咖啡莉莉絲”打工。動畫22話開始登場，和蓮他們見面是從24話開始，太陽隊4人組中排列第2的“永遠的地下偶像”的真實身份。即使被洗腦個性也和原本一樣沒有變化。被破壞了力量來源的璃雪由於引退，她回復了原來的狀態。在搜索春馬的時候和皆實組成一組。木屬性怪彈玩家，持有怪物：白雪公主璃雪
瀧井參仗（聲：木村昂）
光屬性怪彈玩家，持有怪物：宙斯

### 登場怪物（第1期·第2期）
蓮隊怪物
傲拉龍（聲：福島潤）
持有者：焰蓮。
火屬性。喜歡爆谷。從被安裝在蓮的手機裡的《怪物彈珠》中飛出來的怪物。自稱“怪物界的王子”，並和蓮共同行動。在語句結尾會加上「～である」，重要的事會記錄在傲拉龍筆記本裡，對蓮他們生活的世界非常瞭解。此外，被女孩子摸臉的話會臉紅。
平時貼著只有蓮他們能看到的特殊的屏障，但本人也忘記了那個屏障。
在48話中因受到巴貝爾的襲擊而受到致命的傷害，以此為契機蓮的部分記憶蘇醒，一時作為非凡龍覺醒後擊敗巴貝爾。可是，由於用盡了全力且受到業障的攻擊，變成粒子消失了，不過，由於蓮輸入了召喚傲拉龍的時候解放的咒文而奇蹟般地復活，然後蓮和春放出最後一擊打倒業障之後再次用盡力量消失。但是，動畫第2期的0話「渴望盡頭的理想鄉」中受到阿瓦隆的治療而復活。在市区肆虐的阿瓦隆被蓮等人打倒後，再次回到蓮等人的身邊。被鬥神們稱為非凡龍，目前好像不是原本形態。
傳說的赤龍非凡龍（聲：福島潤）
傲拉龍的原形。以傲拉龍想起了蓮的一部分記憶為契機覺醒的姿態。全身覆蓋著羽毛且強壯巨大的龍，額頭上長著一隻角。也許是因爲體格變大了的緣故，與在傲拉龍的時候相比，聲音變得低沈，第一人稱變成了「我」。
能夠從口中放出強力的火焰。與巴貝爾碰撞的時候，很簡單就消滅了以耐久力自豪的巴貝爾，實力不可估量。
炎邪狼芬里爾X
持有者：焰蓮
火屬性。從第1話開始登場。火屬性怪物芬里爾進化前的形態。被傲拉龍打倒後立即得到，成為蓮的怪物。從伊邪那美所放出的“黃泉的波動”中，即使犧牲自己也要保護蓮他們。之後，根據得到的獸神玉進化成炎邪狼芬里爾X。長期作為蓮的主力怪物被使用，不過，在第19話被路西法打敗後，便沒有出現過。第50話以名字方式登場，失去了龍馬的蓮嘗試召喚芬里爾，但卻被業障阻止了。
維新奇蹟坂本龍馬（聲：村田太志）
持有者：焰蓮。
火屬性。從20話開始登場。用怪物召喚系統獲得的怪物。和蓮握手，成為替換芬里爾X的新怪物。
但是，因為蓮沒有純熟的使用他，所以，力量不足，在與櫻的戰鬥中，被櫻的“秘劍！櫻吹雪”打中而敗北，但是，在與暗宙斯的戰鬥中，明給予了他建議，第一次受到傷害，隨著戰鬥不斷的成長。
第33話中，因與蓮“想要守護大家”的心產生共鳴，而獸神化。
維新回天的英傑坂本龍馬（聲：村田太志）
33話開始登場。與蓮的心產生共鳴後獸神化的姿態。擁有一瞬間便使巴哈姆特群全滅的實力，其後與路西法展開戰鬥。
在50話中，為了擊敗業障，與烏列爾等人在“維新回天龍魂”中進行了討論，但是在劇場版中倖存了下來。之後，在續集·最終話中，因潘朵拉的盒子被打開，實體化後出現在蓮的房間。
狐穴的鋼鐵狐（聲：山本格）
持有者：水澤葵
第5話開始登場。葵使用的水屬性怪物。據葵說，“狐狸洞穴長大的狐狸，強者多半是朋友”，是已故有名摔跤手的宣傳語，連蓮也喜歡他的周邊產品。曾在格雷斯商場上操控4個初中生的4隻怪物戰鬥。
但是，弱點被有亞人殺手的加切斯給予了傷害，在第15話中，在水之鬥神多姆的迷霧影響下被暴走的神威的猛烈攻擊吹出場外，在蓮他們使用的怪物中戰績很差，往往最先被打敗。和芬里爾X一樣，20話以後就沒有在動畫中出現過。
英雄拿破崙（聲：鈴木繪理）
持有者：水澤葵
水屬性。20話開始登場。葵用怪物召喚系統獲得的怪物，代替鋼鐵狐成為其主要怪物。
在21話與櫻的戰鬥中，在自己的攻擊上獲得了第一顆星，在隨後的戰鬥中也取得好成績。在與卑彌呼的戰鬥中，由於路西法的妨礙而打成平手，雖然沒有敗北，但在33話中，被巴哈姆特的“毀滅隕石之擊”擊敗。與業障的決戰之後，續·最話由於潘朵拉的盒子被打開因而實體化出現在葵的房間。
神機靈裝神威
持有者：影月明
光屬性。第6話開始登場。明使用的光屬性怪物。擁有黑色機械的身體和細長劍士的身姿。戰鬥力比其他怪物要高得多。操縱著4名中學生的比傑拉與伊邪那美屬下的龍只用1體就全滅了，之後和伊邪那美展開了戰鬥。
在第15語中受到水之鬥神多姆的迷霧的影響身體變紅暴走了，不過，他成功想辨法取回了意識。與蓮的芬里爾X和strike shot“雷切”，並擊敗了多姆。
但是，在第19話中，他首次敗給了春馬的怪物路西法。但是，在第50話中，當他打算攻擊業障時候被抓住，右臂被砍掉，作為自己strike shot的“雷切”被奪走了，並因爲技能而受到致命的傷害，變成與傲拉龍一樣的粒子消失了。
然而，意識似乎仍然存在，並傳達給明一個訊息，告訴他使用烏列爾。
在劇場版的開頭中，證實在戰鬥中生存了來和右臂也復活了。此後，在續·最終話由於潘朵拉的盒子被打開所以在祠堂正坐著，讓明大吃一驚。
肅清地獄的神之炎烏列爾（聲：小松未可子）
持有者：神俱土玄馬→影月明
光屬性。50話開始登場。原本是玄馬所擁有的怪物，為了對付失去記憶的玄馬在有事的時候，她把手機託付給了葵。
此後，在與業障的戰鬥中失去神威的明所使用，她使用strike shot“審判之炎”破壞碑，成功地破壞了業障的能力“因果的法則”。此後，通過龍馬的“維新回天龍魂”與龍馬等人一起攻擊業障。此後，集合了太陽隊的怪物一起對業障發動了總攻擊。
亡命兔Ltd壹（聲：橋本千波&芳野由奈）
持有者：若葉皆實
木屬性。第7話開始登場。皆實使用的木屬性怪物。她們有雙胞胎兔子少女的身姿，穿著藍色和綠色的街頭系時裝，並戴著一個巨大的關節。第一次登場時就顯示了壓倒性的勝利。
第10話以壓倒性的實力，讓蓮們苦戰，不過，因受到了葵的鋼鐵狐和太陽的洛基的同時攻擊，所以敗北。
成為葵等的怪物後，因為敵方怪物而且陷入劣勢，敗北的情況也變得很明顯。但在29話中，她與愛麗絲交戰，雖然陷入了苦戰，但還是放出了strike shot“超級奇蹟火箭飛拳”取得了勝利。與業障的決戰後，續·最終話由於潘朵拉的盒子打開了與南丁格爾情投意合。在第2期後篇第1話中與神威一起獸神化。
戰場護士南丁格爾（聲：田村由香里）
持有者：若葉皆實
木屬性。皆實擁有的木屬性怪物。為了讓人們露出笑容而戰鬥，不知不覺被關在了皆實的智能手機中。
第46話與蓮等人匯合，成為真正的怪物。乘坐巨大的注射器在巴貝爾周圍飛來飛去使之觸手纏繞，用strike shot“注射點火裝置”使巴貝爾摔倒。與業障的決戰後，續·最終話由於潘朵拉的盒子打開了與亡命兔意氣相投。
阿瓦隆（アヴァロン，聲：本渡楓(動畫),關汐帆(遊戲降臨,少女),田所陽向(遊戲降臨,機體)）
持有者：焰蓮(僅限第二季第1話出現)
火屬性。於第二季第0話登場，後被坂本龍馬及影月明臨時使用的日本武尊聯手擊毀，第二季第1話中被不明人物重建，並以沒有少女之姿態登場，暫時由焰蓮操控與水澤葵的拿破倫聯手消滅。
日本武尊（ヤマト タケル，聲：古川慎）
持有者：影月明(僅限第二季第0話出現，玄馬調整後新彈珠戒指可以使用其他屬性的怪物適用)
水屬性。於第二季第0話登埸
太陽隊怪物
狡智之神洛基（ロキ，聲：柳田淳一）
持有者：白浜太陽
暗屬性。第10話登場。太陽使用的暗屬性怪物。在與亡命兔Ltd的決戰中，葵的鋼鐵狐的攻擊，導致了勝利。
在第30話裡，他試圖打敗薰的羅密歐，但一瞬間就被羅密歐打敗了。32話被召喚去打倒巴哈姆特，在33話中，被巴哈姆特的strike shot“毀滅隕石之擊”擊敗了。
在第2期前篇的最終話以獸神化的姿態登場。
花之國精靈櫻（サクラ，聲：葉山郁美）
持有者：二階堂純
暗屬性。第21~22話登場，純使用的暗屬性怪物。當她被召喚的時候，就會盛開美麗的櫻花樹。
以非比尋常的速度，用連續攻擊使蓮的龍馬敗北，之後被葵的拿破崙以“我的字典裡沒有不可能這個字”擊敗了。
天邪神黑炎宙斯（ゼウス，聲：小山力也）
持有者：瀧井參仗
光屬性。第23話登場。參仗使用的暗屬性怪物。當他被召喚的時候，現場會變成希臘神殿所在的地方。
多虧了他強壯的身體，使他的防禦力很高，雖然不能熟練使用，但完全沒有對龍馬進行攻擊。
和神話一樣，因為喜歡女人，有外遇的習慣，儘管她有妻子，但還是看中了葵的拿破崙，並試圖使拿破崙成為她的女人。
當給予蓮的龍馬攻擊時的瞬間，希拉打電話命他立即回家，不過，他稱讚龍馬對戰很認真，之後，他對拿破崙眨了一下眼就飛走了。
因在戰鬥中途放棄，蓮等人獲得了勝利。
在30集裡，參仗拒絕了葵，但是因為希拉生日那天不能來，所以打了電話留言。32話中，因為他情緒低落，而被希拉傳喚。
森林歌姬白雪公主璃雪（リボン，聲：久保百合花）
持有者：野田茜
木屬性。24~25話登場。茜使用的木屬性怪物。當她被召喚的時候，會出現巨大的樹藤，她的木偶粉絲會同時出現。
一被召喚出來就唱歌，用音符進行攻擊。因為自己不擅長近距離攻擊，但茜能夠通過操控手機來彌補漏洞。她的蘋果含有毒素，能使他人成為她的俘虜。雖然她的攻擊種類繁多，但她的力量來源是聚光燈，被破壞了就無法發揮力量。
當意識到她的力量來源是聚光燈時，蓮用他的龍馬和葵的拿破崙的strike shot破壞了聚光燈。
最後她宣布從偶像界中引退，就這樣回到了茜的手機中。
在28話中，茜雖然想召喚她，但因為她已經引退了，所以召喚不出來。在第32話被召喚，但沒有狀態，在隨後的33話中，被巴哈姆特的“毀滅隕石之擊”擊倒。
春馬隊怪物
反叛的墮天使路西法（ルシファー，聲：日笠陽子）
持有者：神俱土春馬
暗屬性。17話開始登場。春馬使用的暗屬性怪物。平時變身成穿著白色連帽衫的少女，和春馬一起行動。作為怪物時的真正姿態是擁有6個黑色翅膀的墮天使。
當變成怪物姿態的時候，周圍的環境會變成荒涼。擁有能以人的身姿出現在蓮他們面前把巴哈姆特一擊擊敗的實力。任何攻擊都能用防護罩防禦，使用廣泛圍的能量環和控制無數怪物的能力將蓮等人逼入絕境，在所有怪物中擁有最高級的戰鬥力。
在路西法周圍的能量環，當路西法伸出右手食指時，能量環的力量會逐漸積累。能量環的威力和大小範圍全部由路西法來決定。
在31話中，志乃和葵的戰鬥被強制結束，蓮和傲拉龍出現在面前，她把涉谷的1000隻烏鴉變成了巴哈姆特。巴哈姆特的召喚方式是，從椅子上站起來，飛在空中說：“我，成為墮天之王……”
與34話完成獸神化的蓮的龍馬對決。雖然戰鬥中途防禦罩被破壞了，但也破壞了龍馬的劍，最後與龍馬分出了勝負，對龍馬的戰鬥露出了滿意的表情。隨後在37集裡，春馬從洗腦中逃脫了，她把トドメ刺向死兆。
在第2期(逐漸消逝的宇宙篇)的第6話，擊敗了黃泉率領的骸骨軍團。
火之夜藝速男神迦具土（カグツチ，聲：內匠靖明）
持有者：神俱土春馬
火屬性。在《Rain of memories》和劇場版中登場。是春馬小學時代到中學時代使用的怪物。本篇中登場的伊邪那美和她的丈夫伊邪那岐的兒子，他擁有兩者的特徵。
在劇場版中，他與非凡龍共同戰鬥，與闇鬥神虛空對抗，在《Rain of memories》中與明的神威協力打敗仙台隊。戰鬥中使用右手持有的火焰之矛進行戰鬥。
由於死兆的事，春馬戴上了暗屬性的怪彈戒指，在春馬使用路西法後，便不再使用他。
不可思議之國的女王愛麗絲（アリス，聲：渡邊遙）
持有者：小林茉莉子
暗屬性。28~29話登場。茉莉子使用的暗屬性怪物。當她被召喚時，周圍就會變成如“愛麗絲夢遊仙境”的舞台。
總是在微笑，對敵人毫不留情地連射加特林機槍。她把擁有意志的兔子人偶當作盾牌使用，放出strike shot。可以自由操縱撲克牌。
她試圖讓亡命兔Ltd成為她的寵物，並用加特林機槍射擊，卻從自己的撲克牌的頂部受到亡命兔Ltd的攻擊。放出strike shot“愛麗絲的瘋狂世界”的一刻被亡命兔Ltd的“超級奇蹟火箭飛拳”擊敗了。
第37話和第43話中，龍馬的1體力接近極限，之後他吃了一個令人毛骨悚然的1煙霧點心，恢復了體力。
邪馬台國女王卑彌呼（ヒミコ，聲：名塚佳織）
持有者：一之瀨志乃
火屬性。第30話開始登場。志乃使用的火屬性怪物。從前方的陵墓中與巨大的陶俑一起出現。
使用揚聲器操縱陶俑，採取各種攻擊和防禦陣容，不讓自己破綻百出。說話的時候用揚聲器傳達。
為了給予她天罰與弱點不利自己的拿破崙展開反擊，想用巨大的陶俑擊敗拿破崙，但被拿破崙用渾身的力量將巨大的陶俑擊飛並破壞。但是，她進一步進化成更強的姿態。
倭國女王卑彌呼（ヒミコ，聲：名塚佳織）
持有者：一之瀨志乃
火屬性。被葵的拿破崙逼入絕境的卑彌呼，進一步進化成更強的姿態。
進化後發動strike shot“神之言靈”。
可是，對弱點有利的拿破崙承受這一擊。她出動陶俑對付拿破崙，卻被突然出現的路西法強制結束戰鬥，並回到志乃的手機中。
為了救在第43話被櫛名田操縱的志乃，春馬戴上了志乃的彈珠戒指召喚卑彌呼。雖然對春馬抱怨“粗暴的稱呼”，但還是借力量給他，憑藉巨大的陶俑和strike shot“神之言靈”，用壓倒性的實力燒了櫛名田的蛇，並導致了勝利。
惡魔羅密歐（ロミオ，聲：竹內良太）
持有者：大和田薰
水屬性。從第39話開始登場。薰使用的暗屬性怪物。當他被召喚時，周圍的環境就會變成午夜。
從左臂的異形的手臂發射子彈。
在與明的神威和太陽的洛基交戰時，擁有瞬間就擊敗太陽的洛基的實力，在追捕明的神威中，子彈擊中神威的頭部。
他向飛上天空的神威放出strike shot“心臟歌劇”，卻被神威的“雷切”切斷左手而敗北。
鬥神
水之鬥神多姆（ドゥーム，聲：三宅健太）
在14~16話之間登場。玄馬使用的怪物。掌管“憤怒”的鬥神。他負責給在戰鬥中輸掉的人進行毀滅的審判，毫不留情地捕食他們。左半身外表是強壯的男人，右半身是至今為止被捕食的人們的臉，像惡魔一樣異形的姿態是其特徵。由於捕食了伊邪那美，所以胸前有一個作為伊邪那美標誌的藍色的勾玉。擁有無限創造出黑洞的能力把怪物拉進去，穿過黑洞能確保攻擊命中。
用在黑洞中出現的手抓住伊邪那美並捕食她，產生反重力屏障，使死亡兔Ltd無法戰鬥，其重量級的戰鬥力，是迄今為止所以怪物都無法比擬的。此外，他使在霧中失控的神威，攻擊葵的鋼鐵狐。
可是，蓮看穿了黑洞的法則，在明使用的神威的猛烈攻擊下被吹飛了。最後芬里爾X的友情技和神威的strike shot消滅了。
傲拉龍被稱為非凡龍，蓮好像知道這個名字，但直到最後都想不起。
炎之鬥神涅槃（ニルヴァーナ，聲：子安武人）
在25~26話之間登場。太陽使用的怪物。掌管“墮落”的鬥神。用洗腦來操縱太陽的幕後黑手。性格頹廢，樂天主義，是個酒鬼。身穿朋克服裝，以兩枝手槍作為武器進行戰鬥。他所召喚出的骷髏頭是定時炸彈，擁有通過引發巨大爆炸並將周圍燒盡的能力。
戰鬥力讓蓮等人陷入苦戰，因弱點上不利拿破崙而遭受攻擊，不過，他把自身的弱點心臟埋入了太陽裡。
弱點因被傲拉龍攻擊而恢復原狀，他至今為止積累的傷害一旦失控就會暴走。他一邊感受疼痛一邊打倒明的神威，並發動猛烈攻擊，不過，最後心臟被蓮的龍馬的strike shot“龍魂”擊敗了。
木之鬥神死兆（メメントモリ，聲：大原沙耶香）
第32話~37話之間登場。曾附身在春馬身上的神秘女子的影子，真面目是掌管“執著”的鬥神。通過自己的能力把人的心關在“魂的牢獄”中，有給予那個魂痛苦並沉浸在喜悅的惡趣味。篡改春馬的記憶說蓮是母親的仇人，操縱春馬並謊稱自己是他的母親。詳細情況，在特別版“Rain of memories”中被描繪。當她躲藏起來時，沒人能感覺到她，即使是被洗腦的太陽也沒能感覺到她。身著黑色禮服，頭上戴著紅色的彼岸花，下半身是鐵娘子的形狀。操縱紅色植物的觸手進行攻擊，如果吸入從她身上散發出的紫色的霧的話就會產生幻覺，吸收幻覺的能量來成長。此外，從黑色的棺材產生的怪物的副本，讓人想起伊邪那美零黑色的身體。
與弱點不利的蓮的龍馬對決。蓮由於上述的霧產生幻覺混亂之際打算刪除掉怪物彈珠app，不過，被傲拉龍從幻覺中拉離了。然而，春馬隊的怪物和蓮的龍馬的黑色分身被製作出來，春馬脫離了洗腦，春馬的路西法消滅了黑色的怪物，並燒毀了巨大的彼岸花。
雖然想奪回春馬，但蓮的龍馬被觸手燒傷，身體無法動彈的間隙被擊中，最後被春馬的路西法攻擊而敗北。儘管如此，她還是繼續說自己是春馬的母親，一邊白骨化一邊消失。
光之鬥神業障（カルマ，聲：石田彰）
以神秘少年的身份從38話開始登場，是在背後操縱巴貝爾的最後的鬥神。動畫第一季的最終boss。以人的2姿態與櫛名田一起行動，在第49話以本來的姿態出現在蓮他們面前。
變身後，與其他鬥神不同的是身體沒有透明的部分，上半身半裸和有白色的頭髮，從胸部到雙臂變成紫色。胸部有一隻令人毛骨悚然的眼睛。
雖然本身對人類不感興趣，但他認為人類的記憶是美麗的，對其表現出強烈的執著。因此，他奪取遇到的人的記憶，把收集到的記憶存儲在水晶般的圖書館中。他好像也知道蓮的事。另外似乎和傲拉龍在過去發生過一些事，可以看出他抱有“奪走了我的全部”的強烈執著。
現今登場的鬥神的變身能力，發動特殊能力“因果法則”使蓮陷入苦戰，更加切斷了明的神威的右腕之後奪取了他的能力，並放出他的strike shot“雷切”擊敗了神威。
在那之後，被新出現的烏列爾破壞了“因果法則”，與龍馬的“維新回天龍魂”對於抗，不過，葵、皆實承受了攻擊，並奪取了明的記憶，最後用激光射穿了蓮的左臂。
然而，由於蓮輸入了解放的咒語而使已消失的傲拉龍復活。此外，已昏倒的春馬和太陽等人因恢復記憶而集結起來，並迎接他們。
操縱著周圍的瓦礫向蓮等人發動攻擊，甚至釋放出更強大的爆炸，發動最後抵抗，被蓮和春馬放出的傲拉龍貫穿身體，而受到致命的傷害。在消失之際，瞭解到即使奪走了許多人的記憶，自己還是孤獨的，之後帶著寂寞的表情消失了。
由於他被打倒，遺忘也消失了，而至今為止被他奪走的人的記憶結晶回到了人們的身邊。
虛空（アカシャ，聲：飯島肇）
劇場版登場的闇鬥神，本作品的最終boss。以人類的記憶作為自己的資源。
有和其他鬥神不能相比的巨大身軀，使用對所有屬性怪物都有效的激光和霧等襲擊蓮他們。
除了他自己以外，其他鬥神都是從他那裡誕生的，身體的各部分有與其他鬥神相似的地方。
在故事中，他被變裝成蓋諾姆的研究人員復活，並把他納入其中，虛空蓋諾姆獲得更強大的力量。
闇之鬥神虛空蓋諾姆（アカシャゲノム，聲：山寺宏一）
虛空通過捕獲蓋諾姆獲得更大的力量，雖然外觀與蓋諾姆相似，但只有上半身被形成，而且進化前的虛空同樣格外巨大，頭部以外的身體骨骼露出。
奪走了幼年時期的蓮他們的記憶。企圖吞噬周圍的一切，使其變得巨大，吞噬世界上所有的靈魂痕跡，並與其他龍發生衝突。
『人魚狂想曲』登場怪物
奇思琪爾·麗菈（キスキル·リラ ，聲：花澤香菜）
光屬性。作為『人魚狂想曲』的關鍵人物登場，紫色頭髮為其特徵。被美國軍隊追趕，在逃跑的時候被蓮救了。平時是以精神體進行活動，普通人看不到她，但出於某種原因，只有蓮才看到她。
其真面目是人魚姿態的光屬性怪物，具有很高的治癒能力。以這個身姿打倒オケアヌス，最後對孤獨的自己伸出了援手的蓮傳達好意和感激之情，為了使受到槍擊而受傷的蓮復蘇，使用了全部的力量而消失，不過，在最後一幕復活了。
其他怪物
黃泉津大神伊邪那美（イザナミ，聲：瀨戶麻沙美）
火屬性。在13~14話中登場。火屬性怪物，在怪物中也有相當強度的超絕怪物。以壓倒性的實力逼得蓮他們走投無路，不過，她放出了strike shot“黃泉得波動”的同時竭盡了全力，然後，從她體內排出了獸神玉。
之後，被突然出現的水之鬥神多姆捕食。
黃泉津大神伊邪那美零（イザナミ，聲：瀨戶麻沙美）
火屬性。伊邪那美從邪惡的能量中變成的姿態。其特徵是黑色的身體，令人毛骨悚然發光的紅色眼睛。
巨獸巴哈姆特（バハムート）
闇屬性。18話登場。從怪物門出現的闇屬性怪物。雖然想襲擊蓮他們，但一瞬間就被路西法打敗了。
在第32集中，路西法把涉谷的1000隻烏鴉變相後登場。雖然被蓮等人一隻接一隻地打倒，但因為1000隻的數量太驚人，使蓮等人陷入苦戰等同時，在路西法的命令下大量的隕石從天而降，一個接一個地擊敗蓮等人的怪物，但被獸神化的龍馬消滅了。
嫉妒的女神希拉（ヘラ，聲：赤崎千夏）
光屬性。在23話中只有聲音登場。光屬性怪物宙斯的妻子。嫉妒心和佔有欲強。因不在神殿的事生氣，給戰鬥中的宙斯打電話。聽見全部事實和誤解宙斯出軌，便更加震怒。沒有實際參加過戰鬥。
八岐的牲禮公主櫛名田（クシナダ，聲：和多田美咲）
木屬性。人形姿態從38話開始登場，作為怪物是從42話開始登場。洗腦並操縱志乃的木屬性怪物。與路西法和業障一樣可以變身為人類，平時是用一半繃帶遮蓋臉部，穿著水手服的少女。由於戴缺了一隻角的鬼面怪物化，與白骨化的手臂和裂開到臉頰的口的可怕身姿變身。當犧牲之際，因絕望感和恐怖心變得暴躁。
在被神秘的大蛇怪物襲擊時偽裝裝成人形的時候被蓮等人幫助，不過，發現蓮的話立刻表示為怪物，並直接發動攻擊。
表示了原形之後加上自己操縱的大蛇怪物，使用伸縮自如的手臂和勾玉放出雷射攻擊，使用黑洞等。同時，從手中放出電漿進行近距離攻擊。
通過黑洞引誘葵的拿破倫到自己眼前，用木屬性雷射瞬間殺死，使瞬黑洞的戰鬥方法。
用跟志乃憑依的大蛇的組合攻擊壓倒蓮他們，不過，被春馬召喚的卑彌呼全部燒光，在毫無防備下被蓮的龍馬的“維新回天龍魂”的攻擊下敗北。面具破裂，露出本來面目。
古世界之終巴貝爾（バベル，聲：乃村健次）
光屬性。44話中登場的光屬性怪物，玄馬所尋求的奇蹟，擁有治癒力的怪物。但是，無法確認其治癒能力，甚至是否真正具備治癒力都不清楚。雖然被認為是一連串事件的幕後黑手，但實際上只是被業障操縱而已，被非凡龍稱為“鬥神的傀儡”。臉被繃帶覆蓋著，擁有無數的觸手和鋒利的鐮刀形手臂身姿的怪物。身體會發出像蟲子的翅膀一樣的聲音。觸手尖端的鉤爪狀部位可以剝奪人的記憶，可以分離活動。以耐久力自豪，不畏龍馬的集中攻擊。
在第43語被玄馬召喚，但巴貝爾從他身上奪走了全部的記憶，第44話出現在蓮等人面前，引起了周圍強烈搖晃。在隨後的45話中，粒子研究中心出現了巨大的塔，奪走了神之原人們的記憶。甚至從與太陽等人與蓮有關聯的人那裡抹去了蓮的記憶，消除了蓮等人的存在。這比死亡更絕望，它給蓮一個絕望的名字“遺忘”。最後春馬的記憶也被奪走，陷入了生命危險。看樣子他對蓮抱有強烈的怨恨。另外，他似乎也懷抱著無法抗拒的強烈感情，在被業障教導傲拉龍時對他進行了集中攻擊，最終從口中放出光屬性雷射，給傲拉龍造成致命傷害。然而，此後作為非凡龍覺醒的傲拉龍放出的火焰，驚訝的壓倒性實力消失了。
禁斷的少女潘朵拉（パンドラ，聲：小倉唯）
闇屬性。續·最終回“潘朵拉的盒子”登場。被作為父親的宙斯委託管理禁斷的盒子的少女。但是，儘管被宙斯勸告“絕對不能打開”，但是因為好奇心而多次想要打開，性格有點小惡魔，好奇心旺盛。
從玄馬管理的怪物門逃了出來，就那樣飛向了神之原。之後遇到蓮他們時絆倒了腳，順勢把潘朵拉的盒子打開了。結果，怪物們不僅發生戰鬥，甚至介入了日常生活，為了逃避責任而逃亡，之後在餐廳裡吃了很多米飯。
月讀（ツクヨミ，聲：洲崎綾）
暗屬性。於第二季第17話登場。
大預言家諾斯特拉達姆斯（ノストラダムス，聲：釘宮理惠）
持有者：水澤葵
水屬性。於第二季第13話登場。從《大預言者諾斯特拉達姆斯》登場。作品中第11話裡傲拉龍說“在怪物界甚麼都能看見的最強的預言家”。詞尾加上“~ダムス”。預言時諾斯特拉達姆斯會接受預言，然後安歌爾摩把預言寫在紙上像傳真一樣吐出來。
在第12話中，在諾斯特拉達姆斯工作的安歌爾摩稍微移開視線的時候消失了，蓮正在尋找他們，在東京塔附近的大頭貼中被發現。但是，她不想把自己的預言告訴別人，也不想在人前露面。原因是她的預言是因爲自己想的事情變成了真實的事情，所以在過去傷害了自己的好朋友，因為那個心理陰影而不想告訴別人預言。根據自己的預言，蓮他們要出大事。在那之後，香巴拉出現了，她認為自己的預言又傷害了別人而逃走，但在葵的勸說下成為了她的怪物，誓死反擊香巴拉。
傳說的女海賊亞爾麗塔（アルビダ，聲：戶松遙）
暗屬性。於第二季第19話登場。
天上聖母媽祖（まそう，聲：高垣彩陽）
水屬性。於第二季第22話登場。
天部雙聖大黒天（だいこくてん，聲：（女）長繩麻理亞/（男）泊明日菜）
光屬性。於第二季第23話登場。
不動明王（ふどうみょうおう，聲：稻田徹）
暗屬性。於第二季第2話登場。
阿薩謝爾（アザゼル，聲：前野智昭）
火屬性。於第二季第4話登場。最初以進化前的姿態登場。戰鬥中像進化後那樣長出翅膀，strike shot發動時會變成神化後的樣子。
他用手裡的兩支手槍發動攻擊，擁有利用翅膀飛行的能力。神化strike shot沿襲了前例，大量召喚神化的插畫中出現的山羊型怪物進行攻擊。
他是擔任賭場保鏢的怪物界的幫派，在街上和眾人面前也毫不留情地開槍，性格激進。
跟隨辛巴達出現在人類界，並向他發起攻擊。雖然追趕著沒有反應的辛巴達，但在蓮的協助下，被辛巴達的strike shot擊退了。
天草四郎（アマクサ シロ，聲：大地葉）
持有者：水澤葵。
水屬性。於第二季第0話登埸。
辛巴達（シンドバット，聲：浜田賢二）
水屬性。於第二季第4話登場。
從戰艦和第6話的標題來看是神化後，但也加入了揮舞著斧頭和進行近距離戰鬥等進化版的要素。
strike shot是以戰艦的炮擊的形式來表現的。順便一提，戰艦的能量是男子氣概。
粗枝大葉卻豪爽，充滿男子氣概的性格。和瓦爾普吉斯是能互相輕言相向的熟人。
在對面世界的賭場大獲全勝的時候被懷疑是猴子，以被賭場追趕的形式來到了人間界。
乘坐的戰艦無法動彈，不知所措的時候，在烤雞肉店的父親的盛情下寄食，在那裡遇到了蓮他們。
緊接著，阿薩謝爾作為賭場的追兵出現，雖然想要啟動戰艦，但輸出不足陷入危機，但是憑藉蓮等人的幫助和男子氣概，戰艦啟動，發動了strike shot，成功擊退了阿薩謝爾。
戰艦被玄馬和亡命兔Ltd修理後，和蓮約定會再見，之後回到了原來的世界。
莉貝（リベー，聲：近藤玲奈）
水屬性。於第二季第22話登場。
上杉謙信（うえすぎ　けんしん，聲：森奈奈子）
水屬性。於第二季第23話登場。在第二季前半部分的最終話中登場。因為是遊戲再現，所以以進化姿態登場。
除了用劍攻擊之外，還可以用進化版的兩個“越後之龍”來召喚冰龍。
作為能量點的看守人毘沙門天的眷屬，擋在葵、皆實、明、春馬面前。
與明的神威展開激烈戰鬥，在一瞬間的空隙中造成巨大的傷害，但由於神威的捨身對傷害壁的攻擊而被封住了行動，卻被春馬操縱的成吉思汗的攻擊擊敗了。
毘沙門天（びしゃもんてん，聲：貫井柚佳）
水屬性。於第二季第23話登場。
摩利支天（マリシテン，聲：江越彬紀）
木屬性。在第二季前篇第10話中登場。展開DW，從天空中使用雷射和弓，分身玩弄對方。可以創造出稱為“森羅萬像的特異點”的結界，結予內部的敵人很大的傷害。
作為豐洲能量點的看守人出現在彩虹橋，和蓮他們交戰。
用各種各樣的攻擊中折磨蓮他們，用傷害壁把拿破崙打倒，用結界的攻擊使亡命兔Ltd無法戰鬥，但是在瓦爾普吉斯的攻擊中分身被擊潰的時候，被龍馬、神威、彌勒聯合打倒了。
香巴拉（シャンバラ，聲：石見舞菜香）
木屬性。在第二季13話、14話中登場。突然出現在為了和諾斯特拉達姆斯見面而到訪東京塔的蓮等人面前，與沙塵暴一起叫出了香巴拉，與之對抗。
其目的是將被人類的欲望所污染的大地變回零。“連照亮未來的光也會被人類的黑暗吞噬”，現在的人類連希望都抱著放棄觀。
他打出無數的飛行道具進行攻擊，用弗雷斯貝爾格（鳥怪物）和多只手保護著她周圍。
另外，右手被破壞後會有降低對手力量的效果，左手可以發出强力攻擊，再現了原作的能力。
通過破壞右手來削弱龍馬們的力量，用左手的一擊使葵的天草四郎陷入無法戰鬥的狀態。
打算就那樣在地上進行破壞，被諾斯特拉達姆斯的攻擊全部破壞了右手的地方，受到龍馬的strike shot和夥伴們的攻擊。
香巴拉變成沙子消失了，少女也感受著諾斯特拉達姆斯所說的，想要改變未來的想法，消失了。
羅賓漢（ロビン·フッド，聲：内匠靖明）
木屬性。於第二季第16話登場。以進化後的姿態登場。粗魯又冷酷的性格。
作為友情組合的再現，他擁有將從空中發射的一支箭無數次分裂的技能，在地面上刺入照明彈，迎擊敵人的攻擊等活躍著。
trike shot很難重現進化版，所以採用了神化版，一支箭在空中發射形成了魔法陣，然後從那裡射出無數的光之箭，以這樣的形式被再現了出來。
為了阻止襲擊雪伍德森林的惡龍戈迪和巴迪，他來到了蓮他們的世界，在得到了“哀愁のサイフォンマスター”的幫助後，他開始追跡行踪。
因為和蓮的波長吻合，所以在灌輸生存科技的時候特別嚴厲地對待，被蓮稱為教官。
大家實際上在很短的時間內都得到了很多幫助，非常著迷。
成吉思汗（チンギス·ハン，聲：山本祥太）
木屬性。於第二季第23話登場。
卡蓮·涅維絲（カレン·ネイヴｨス，聲：遠藤綾）
光屬性。於第二季第19話登場。
怪物彈珠逐漸消逝的宇宙篇
瓦爾普吉斯（ワルプルギス，聲：田中理惠）
持有者：瑪娜·李文斯頓。
火屬性。第二期第1話登場的怪物。半短的銀髮和紅色的瞳孔是其特徵，穿著黑色外套和紅色晚禮服的美女。
冷酷的大人性格，一旦牽扯到債務就會變得狼狽，展現出與平時不同的一面。
是通過怪物門來到人類界的怪物之一，她在尋找作為與自身性格相合的人物，期間她注意到了瑪娜·李文斯頓，中途强逼瑪娜成為她的夥伴。
被怪物初學者瑪娜折騰著，跑到了和不動明王苦戰的蓮身邊，被怪物初學者瑪娜折騰著，最終成為了結合者。
選擇瑪娜作為夥伴的理由，她本人說“不僅性格投緣，賭博運也超好”……？
第4話登場的辛巴達說，因在賭場輸了很多錢，當阿薩謝爾出來的時候就心慌意亂了。
彌勒（ミロク，聲：川澄綾子）
持有者：斑目穰。
水屬性。從第二季開始登場。是一隻有一頭藍色半長髮穿著加護服裝的女性型怪物。初次登場是從第二季第8集開始，以斑目集團社長斑目穰的協助者的立場登場。
一下子就打倒了在台場出現的怪物克拉肯，在摩利支天戰中雖然屬性不利，但仍會進行戰鬥，擁有從外表上無法想像的戰鬥力。另一方面，也有觀察月讀暴走等。似乎為了某種目的在尋持一個被稱為赤紅之月解放者的人物，在故事的進展中發現了瑪娜。
在第二季後半《消逝的宇宙篇》中，她道出了她的真實身分和真正目的。
她的真實身分是為了從遙遠的未來中拯救生命而出現的，其目的是為了封鎖由於怪物世界和人類界的衝突而導致全宇宙崩潰的可能性，抹消人類存在的宇宙。
作為一種手段，她打算發動創世之神遺留下來的作為宇宙完全消除裝置的赤紅之月，為此而協助了釋放能量點的斑目。
當初赤紅之月發動時，打算使用從能量點吸收能量的斑目，但是因為不完整而無法發動，但注意到了特殊出生的瑪娜。
蓮他們嘗試阻止彌勒的目的，但卻不顧龍馬、神威、亡命兔Ltd、瓦爾普吉斯4人，把瑪娜帶走了。
之後，在再生塔頂部的紅月祭壇上使用瑪娜發動赤紅之月。
而且還召喚了黃泉驅散了地上的搗亂者。
守護突破了全部障礙的蓮的龍馬也壓倒了，以為已經沒有人可以阻止她了，但是在到最後都沒有放棄的蓮的召喚下，瑪娜覺醒了作為怪物的力量。和瑪娜的死鬥中敗北了。
她的原動力是為人的靈魂繼續產生悲傷而憂慮，想消除這一連鎖。
但是，瑪娜聚集了人們的想法，停止了赤紅之月，發現了世界不會滅亡，且擁有繁榮的可能性，它滿足地消失了。
黃泉（黃泉，聲：野上翔）
暗屬性。
斑目穰（斑目穣，聲：間島淳司）
因能量點解放的關係而變成怪物。

### 登場怪物（第3期）
怪物彈珠所羅門睿智的魔術王篇
所羅門（ソロモン，聲：內田真禮）
光屬性。身為公主，性格十分直率爽朗，深受國民愛戴。 為守護眾人的笑容每天都在不斷努力，機緣之下受到天啓，獲得了睿智。
列維（レヴィ，聲：東山奈央）
從小就擅長魔法的優等生。雖然是一位公主， 但由於出身旁系氏族，對直系氏族的所羅門抱有強烈的競爭心。
天聖馬爾克特（マルクト，聲：諏訪部順一）
火屬性。視手下為棋子，獨裁專制殘酷無情。 身為天聖，為滿足私慾來到所羅門所在的世界，現任沙扎麗帝國皇帝。
怪物彈珠諾亞方舟救世主篇
諾亞（ノア，聲：齊藤壯馬）
水屬性。繼承了父親的夢想，為啓動方舟而單槍匹馬收集寶珠碎片的機械少年。 經常和神秘生物「阿達普塔」作戰，保護動物們。
潘朵拉（パンドラ，聲：小倉唯）
暗屬性。天真無邪，好奇心旺盛。雖失敗連連，但總會以自己的超樂觀思維試圖解決所有問題。
歐佩可（オペコ，聲：田所梓）
沒有實體的虛擬AI。常年與諾亞一起行動，既是家人也是搭檔。 心聲不時會以泡泡框的形式彈出，其實是故障。
天聖凱瑟德（ケセド，聲：千葉繁）
木屬性。自稱「最聰明的天聖」。隨身攜帶計分本，用分數來評價他人。為了在其他天聖面前爭口氣，不知怎的就去了潘多拉診所。
怪物彈珠亞瑟騎士王的覺醒篇
亞瑟（アーサー，聲：水樹奈奈）
光屬性。主人公。深愛子民的不列顛尼亞國王。 為了守護子民和夥伴，敢向任何困難發起挑戰。
梅林（マーリン，聲：福圓美里）
木屬性。小身材的大魔法師，可操縱強力魔法，還能實施占卜。 搭檔是哈姆西路。
桂妮薇亞（グィネヴィア，聲：中原麻衣）
水屬性。穩重之中不失堅韌的魅力女性。以伴有神聖之力的祈禱守護著圓桌騎士。
蘭斯洛特（ランスロット，聲：八代拓）
水屬性。圓桌騎士成員之一，發自內心地敬仰亞瑟。自身也深受子民愛戴。
高文（ガウェイン，聲：稲田徹）
火屬性。圓桌騎士成員之一，視亞瑟為妹妹一般守護。凡事都直來直往，討厭不講理的狀況。
崔斯坦（トリスタン，聲：三宅健太）
暗屬性。圓桌騎士成員之一，雖然體型龐大看起來有些嚇人，但內心卻十分善良。力大無窮，令人驚嘆。
珀西瓦里（パーシヴァル，聲：天崎滉平）
光屬性。圓桌騎士成員之一，擅長槍術。雖我行我素，但擁有超出常人的責任心。
天聖蒂弗雷特（ティファレト，聲：高垣彩陽）
水屬性。對「美」這一概念擁有獨特的品味，將看不上眼的東西統統變成霓虹。口頭禪為「扎斯（ザース）」。
怪物彈珠路西法反叛的墮天使篇
路西法（ルシファー，聲：日笠陽子）
暗屬性。大天使長之一，擁有超強的戰鬥能力，被稱為凌駕於神的存在。由於欠缺協作意識，經常惹是生非。曾一度墮天離開天界。另外在外傳動畫《戰慄天籟唯一的最初樂章》與茨木童子、撒旦一起組成名為「背德槍手」的獨立樂團，在樂團中擔任歌手(Vo.)。
以前和《Angely Diva》的成員一起組成過獨立樂團，但是在樂團突然轉向偶像的時候，選擇退出樂團。之後辭去音樂活動，開始在照顧自己的咖啡店泡咖啡，但總覺得每天過得很滿足。有一天，為了保護撒旦樂團的邀請和熟悉的咖啡店免受負務，她加入了背德手槍。在《Monster Sonic》中獲得大獎，並用獎金拯救了大家熟悉的咖啡店。
烏列爾（ウリエル，聲：小松未可子）
光屬性。大天使長之一，認真老實，忠於職守。平時文雅恬靜，一旦發現問題就會嚴厲無比判若兩人。
米迦勒（ミカエル，聲：朝井彩加）
火屬性。大天使長之一，喜歡追求快樂。耐毒英雄果實是她的最愛，偶爾會說些奇怪的果實諺語。在番外動畫《Monster Sonic！》中登場。作為劇中4人偶像組合“Angely Diva”的一員而活動著。為夥伴著想，性格活潑。但是也有急躁的一面，在《結婚遊戲》中被其缺點所吸引，被凱特爾折騰得團團轉。在戰鬥中擅長用槍擊和散彈槍。
拉法葉（ラファエル，聲：安野希世乃）
水屬性。大天使長之一，洋溢著溫暖柔和的氣質。善良貼心的舉止深受下屬愛戴。番外動畫《Monster Sonic！》中也出現過。作為劇中4人偶像組合“Angely Diva”的一員而活動著。第二季從第6集到第7集，以獸神化後的姿態登場。只是，登場時穿著溫泉浴衣。有穩重的性格，和同樣是大天使的路西法、加百列相識。
為了尋求神聖的治癒之水而周遊世界，在訪問溫泉街的時候遇到了蓮一行人。找到她要找的水後，在溫泉與女性們互相交流，與路西法、加百列等一起打倒了闖入的怪獸卡拉卡拉帝。
加百列（ガブリエル，聲：日高里菜）
木屬性。大天使長之一，路西法等人的小師妹。常為夥伴著想，不愛爭鬥，但不時也喜歡玩玩惡作劇。
捷芬（ゼフォン，聲：石川由依）
火屬性。默默執行任務的冷面女孩，實則有著真性情的一面。變身墮天使入侵了監獄要塞。
別西卜（ベルゼブブ，聲：平川大輔）
光屬性。自尊心超高，求知慾旺盛。戰鬥能力雖強，但自稱是腦力勞動者，實戰統統交給別人來處理。
天聖比娜（ビナー，聲：堀江由衣）
木屬性。為阻止籠罩天界的陰謀，命令聖德芬和梅塔特隆調查路西法墮天的真實原因。
天聖凱特爾（ケテル，聲：置鮎龍太郎）
光屬性。能傾聽神靈之聲的天聖。為將天界引向和平，命令路西法等人去回收寶珠。
梅塔特隆（メタトロン，聲：井口裕香）
暗屬性。大天使長之一，性格淡漠安靜，內向，為妹妹着想，口頭禪為「...呢(～なの)」。搭檔是約珥。聖德芬是她的雙胞胎妹妹。
聖德芬（サンダルフォン，聲：阿澄佳奈）
光屬性。大天使長之一，超愛音樂，性格陽光。活潑外向，仰慕姐姐。搭檔是以利亞。 梅塔特隆是她的雙胞胎姐姐。
卡麥爾（カマエル，聲：沼倉愛美）
火屬性。對事物總是正直的大天使長。有點性急，有容易吵架的一面。
蕾米爾（ラミエル，聲：上田麗奈）
水屬性。不擅長被催促的大天使長。不喜歡徒勞的戰鬥類型，膽小愛哭。
薩基爾（サドキエル，聲：千本木彩花）
木屬性。雖然對自己和他人都很嚴格，但大天使長卻對夥伴們充滿了正義感。平時就注意清潔、正確的行為。溫柔冷靜沉著的性格。被捲入遊戲的時候，使用讀取生態數據的特殊能力來識破誰是凱特爾。
···但是，被察覺到這一點的凱特爾最先用天使殺人之劍石化，成為了遊戲中第一個犧牲者。
怪物彈珠達太喵的偶像宣言
達太喵（ダルタニャン，聲：本渡楓）
水屬性。本作主角，與紫苑結成偶像團體「Two For All」。住在鄉下的猫耳少女。在為了拜訪姐姐而去的東京偶然聽到了路西法的歌，憧憬著她並立志成為偶像。
紫苑（シオン，聲：石原夏織）
火屬性。本作主角，與達太喵結成偶像團體「Two For All」
路西法的戰慄天籟唯一的最初樂章
茨木童子（イバラキドジ，聲：西明日香）
木屬性。本作主角，與路西法、撒旦一起組成名為「背德槍手」的獨立樂體，在樂團中擔任鼓手(Dr.)。無論是有著不讓人靠近的氛圍的路西法還是毫不膽怯的直爽性格，都會說京都話。各種各樣的私服搭配在一起非常可愛。
撒旦（サタン，聲：森久保祥太郎）
暗屬性。本作主角，與路西法、茨木童子一起組成名為「背德槍手」的獨立樂體，在樂團中擔任吉他手(Gt.)。打算參加决定獨立樂團NO.1的“MONSTER FES”，但是樂團的低音突然消失，只能依靠他的表妹路西法。

### 製作人員
- 原作：怪物彈珠
- 監督：市川量也
- 故事、項目構成：石井二郎
- 系列構成、劇本：加藤陽一
- 角色原案：岩元辰郎
- 怪物原案：近藤雅之
- 角色設計：大貫健一
- 色彩設計：南木由實
- 美術監督：加藤浩、
- 攝影監督：渡邊有生
- 音樂：坂本英城
- 音響監督：明田川仁
- 編集：坂本雅紀
- 演出統括：木村真一郎
- 效果監修：橋本敬史
- 動畫製作人：宮崎裕司
- 製作人：平澤直
- 製作：雲雀工作室、Ultra Super Pictures

### 主題曲
片尾曲
「We Will Rock You」（第1－12、14話）
Written by Brian May，Published by QUEEN MUSIC LTD.，編曲：DJ Kenshu，歌：GLORIA
（第13話）
作詞：，作曲：，歌：
「Strike」（第15、32、33話）
作詞、作曲、編曲、歌：WHITE ASH
「Knock On Doors In You」（第16－24話）
作詞、作曲、編曲、歌：WHITE ASH
「Mad T.Party (1865-2016)」（第25－32話）
作詞、作曲、編曲、歌：WHITE ASH
「Drop」（第32、34－話）
作詞、作曲、編曲、歌：WHITE ASH
插曲
（第24話）
作詞：砂村哲平、高尾奏之介，作曲：高尾奏之介，編曲：奈良悠樹，歌：白雪公主璃雪（久保百合花）

### 各話列表
| 話數                           | 日文標題 | 中文標題                            | 馬新標題                 | 劇本                | 分鏡                  | 演出                  | 作畫監督                                                                | 總作畫監督          |
| 第1季                          | 第1季    | 第1季                               | 第1季                    | 第1季               | 第1季                 | 第1季                 | 第1季                                                                   | 第1季               |
| ------------------------------ | -------- | ----------------------------------- | ------------------------ | ------------------- | --------------------- | --------------------- | ----------------------------------------------------------------------- | ------------------- |
| 第1話                          |          | 這是第一擊！                        | 這是第一擊！             | 加藤陽一            | 市川量也 松浦有紗     | 市川量也              | 岩佐智子                                                                | 大貫健一            |
| 第2話                          |          | 一拉一放！本大爺是小火龍！            | 用你的手指拉！我是欧贡！ | 加藤陽一            | 市川量也 松浦有紗     | 市川量也              | 岩佐智子                                                                | 大貫健一            |
| 第3話                          |          | 水澤葵的秘密                        |                          | 加藤陽一            | きむらしんいちろう    | きむらしんいちろう    | 亀谷響子、鈴木恵理 難波聖美、幸野浩二 大倉雅彦（モンスター）            | 岩佐とも子 大貫健一 |
| 第4話                          |          | 深夜的怪物彈珠競技場                | 深夜的怪物彈珠競技場     | 加藤陽一            | 宮島善博              | 宮島善博              | 齊藤健吾                                                                | 大貫健一            |
| 第5話                          |          | 購物商場的決鬥！                    | 購物中心的決鬥！         | 加藤陽一            | 奧村吉昭              | 奧村吉昭              | 千光士海登、難波聖美 鈴木惠理                                           | 大貫健一 岩佐智子   |
| 第6話                          |          | 閃光之刃                            | 閃光刃刀                 | 加藤陽一            | 松浦有紗 奧村吉昭     | 奧村吉昭              | 難波聖美、鈴木惠理 敷島博英                                             | 大貫健一 岩佐智子   |
| 第7話                          |          | 影月明延攬計劃                      | 影月明招致計劃           | 加藤陽一            | 木村真一郎            | 木村真一郎            | 鈴木惠理、難波聖美 千光士海登、龜谷響子                                 | 岩佐智子            |
| 第8話                          |          | 壞心眼的若葉皆實                    | 壞心眼的若葉皆實         | 加藤陽一            | 木村真一郎            | 橋口洋介              | 龜谷響子、岩佐智子                                                      | 岩佐智子            |
| 第9話                          |          | 葵的超害羞影片？！                  | 葵的羞恥動畫！           | 加藤陽一            | 大原實                | 橋口洋介              | 千光士海登、鈴木惠理 難波聖美                                           | 大貫健一            |
| 第10話                         |          | 商店街有戰事                        | 警報！商店街發生意外！   | 加藤陽一            | 大原實                | 奧村吉昭 橋口洋介     | 岩佐智子、千光士海登 松浦有紗                                           | 岩佐智子            |
| 第11話                         |          | 一起戰鬥吧，皆實！                  | 聽說皆實要進來了！       | 加藤陽一            | 木村真一郎            | 木村真一郎            | 岩佐智子、鈴木惠理 難波聖美、龜谷響子                                   | 岩佐智子            |
| 第12話                         |          | 小火龍，千鈞一髮！                    | 歐拉貢危機一發！         | 加藤陽一            | 高田真理              | 高田真理 市川量也     | 高田真理、松浦有紗                                                      | 不適用              |
| 第13話                         |          | 超絕降臨                            | 超絕降臨                 | 加藤陽一            | 奧村吉昭              | 奧村吉昭              | 千光士海登、鈴木惠理 難波聖美                                           | 大貫健一            |
| 第14話                         |          | 伊邪那美                            | 伊邪那美                 | 加藤陽一            | 松浦有紗              | 松浦有紗 市川量也     | 岩佐智子、松浦有紗 鈴木惠理、難波聖美 千光士海登、小沼克介              | 岩佐智子 大貫健一   |
| 第15話                         |          | 闘神降臨                            | 鬥神降臨                 | 加藤陽一            | 加藤陽一              | 松浦有紗              | 奧村吉昭 難波聖美                                                       | 岩佐智子            |
| 第16話                         |          | 反擊的Strike Shot                   | 反攻！必殺彈射！         | 加藤陽一            | 鈴木惠理              | 松浦有紗              | 奧村吉昭 難波聖美                                                       | 岩佐智子            |
| 第17話                         |          | 記憶的秘密                          | 記憶的秘密               | 加藤陽一            | 蔦佳穗里              | 松浦有紗 金子拓磨     | 龜谷響子、小沼克介 高田真理                                             | 岩佐智子            |
| 第18話                         |          | 尋找春馬                            | 尋找春馬                 | 加藤陽一            | 蔦佳穗里              | 松浦有紗 金子拓磨     | 千光寺海登、高田真理                                                    | 岩佐智子            |
| 第19話                         |          | 殲滅者路西法                        | 殲滅者路西法             | 加藤陽一            | 松浦有紗              | 奧村吉昭              | 鈴木惠理                                                                | 岩佐智子            |
| 第20話                         |          | 閃閃發光的戰鬥戒指                  | 閃光的彈珠指環           | 加藤陽一            | 蔦佳穗里              | 鈴木吉男              | 難波聖美                                                                | 岩佐智子            |
| 第21話                         |          | 上吧！怪物彈珠部                    | 上吧！怪物彈珠部         | 加藤陽一            | 松浦有紗 金子拓磨     | 松浦有紗 金子拓磨     | 永田陽菜、森山雄治 高田真理                                             | 岩佐智子            |
| 第22話                         |          | 祕劍！櫻吹雪                        | 秘劍！櫻吹雪             | 加藤陽一            | 蔦佳穗里              | 奧村吉昭              | 千光士海登                                                              | 岩佐智子            |
| 第23話                         |          | 天邪神黑炎宙斯                      | 天邪神黑炎宙斯           | 加藤陽一            | 松浦有紗              | 松浦有紗              | 難波聖美、高田真理                                                      | 岩佐智子            |
| 第24話                         |          | 森林歌姬，白雪公主璃雪              | 森林歌姬，白雪公主莉蓬   | 加藤陽一            | 蔦佳穗里              | 添野惠                | 渡邊真由美                                                              | 岩佐智子            |
| 第25話                         |          | 炎之鬪神涅盤                        | 炎之鬥神涅盤             | 加藤陽一            | 高田真理              | 奧村吉昭              | 永田陽菜、小沼克介                                                      | 岩佐智子            |
| 第26話                         |          | 目標屁屁，攻擊！                    | 目標屁屁，攻擊！         | 加藤陽一            | 高田真理              | 金子拓磨 松浦有紗     | 高田真理                                                                | 岩佐智子            |
| 第27話                         |          | 腳踏兩條船的約會                    | 糟糕的雙人約會           | 加藤陽一 大知慶一郎 | 久藤瞬                | 久藤瞬                | 岩佐智子、千光士海登                                                    | 岩佐智子            |
| 第28話                         |          | 重回澀谷                            | 再赴澀谷                 | 加藤陽一 大知慶一郎 | 蔦佳穗里 金子拓磨     | 松浦有紗              | 高田真理                                                                | 岩佐智子            |
| 第29話                         |          | 愛麗絲的瘋狂世界                    | 愛麗絲瘋狂奇境           | 加藤陽一 樋口達人   | 武藤健司              | 鈴木吉男              | 難波聖美                                                                | 岩佐智子            |
| 第30話                         |          | 神諭之巫女                          | 神諭之巫女               | 加藤陽一 樋口達人   | 東海林真一            | 東海林真一            | 渡邊真由美                                                              | 岩佐智子            |
| 第31話                         |          | 神之刃與惡魔的槍口                  | 神之刃與惡魔的槍口       | 加藤陽一 樋口達人   | 鎌田麻友美            | 松浦有紗              | 高田真理                                                                | 岩佐智子            |
| 第32話                         |          | 成千上萬的巴哈姆特                  | 千軍萬馬之巴哈姆特       | 加藤陽一            | 高橋理惠              | 奧村吉昭              | 櫻井木之實、小沼克介                                                    | 岩佐智子            |
| 第33話                         |          | 不滅的龍族精神                      | 不滅的龍族精神           | 加藤陽一            | 松浦有紗              | 添野惠                | 永田陽菜、難波聖美                                                      | 岩佐智子            |
| 第34話                         |          | 龍馬vs路西法                        | 龍馬vs路西法             | 加藤陽一 大知慶一郎 | 高橋理惠              | 長山延好              | 難波聖美                                                                | 岩佐智子            |
| 第35話                         |          | 生死之鬥                            | 死鬥                     | 加藤陽一 大知慶一郎 | 東海林真一            | 東海林真一            | 渡邊真由美                                                              | 岩佐智子            |
| 第36話                         |          | 彼岸花的牢獄                        | 彼岸花的牢獄             | 加藤陽一 樋口達人   | 添野惠                | 添野惠                | 小沼克介、難波聖美 高田真理                                             | 岩佐智子            |
| 第37話                         |          | 暗黑坂本龍馬                        | 漆黑的坂本龍馬           | 加藤陽一 樋口達人   | 甲田菜穗              | 奧村吉昭              | 永田陽菜                                                                | 岩佐智子            |
| 第38話                         |          | K的真相                             | K的真相                  | 加藤陽一            | 高橋理惠              | 奧村吉昭              | 難波聖美                                                                | 岩佐智子            |
| 第39話                         |          | 明與春馬                            | 明與春馬                 | 加藤陽一 後藤綠     | 甲田菜穗              | 松浦有紗              | 高田真理                                                                | 岩佐智子            |
| 第40話                         | [ 16 ]   | 集結！神之原                        | 集結！神之原             | 加藤陽一 後藤綠     | 高橋理惠              | 松浦有紗              | 高田真理                                                                | 岩佐智子            |
| 第41話                         |          | XFLAG PARK                          | XFLAG PARK               | 加藤陽一 大知慶一郎 | 久藤瞬                | 久藤瞬                | 渡邊真由美                                                              | 岩佐智子            |
| 第42話                         |          | 八雲湧立 逢魔之夜                   | 八雲層立 逢魔之夜        | 加藤陽一 樋口達人   | 東海林真一            | 松浦有紗              | 小沼克介、難波聖美 岩佐智子、高田真理                                   | 岩佐智子            |
| 第43話                         |          | 八岐之森的牲禮公主                  | 八岐之森的牲禮公主       | 加藤陽一 樋口達人   | 東海林真一            | 奧村吉昭              | 永田陽菜、渡邊真由美                                                    | 岩佐智子            |
| 第44話                         |          | 古世界之終                          | 古老世界之終結           | 加藤陽一 大知慶一郎 | 鈴木吉男              | 鈴木吉男              | 難波聖美、小沼克介 永田陽菜                                             | 岩佐智子            |
| 第45話                         |          | 封印的破壞神 巴貝爾                 | 封印之破壞神 巴比倫      | 加藤陽一 大知慶一郎 | 添野惠                | 添野惠                | 渡邊真由美、永田陽菜 難波聖美、高田真理 蔦佳穗里                        | 岩佐智子            |
| 第46話                         |          | 白衣天使，降臨                      | 白衣天使，降臨           | 加藤陽一 後藤綠     | 高橋理惠              | 松浦有紗              | 小沼克介、永田陽菜 高田真理、蔦佳穗里                                   | 岩佐智子            |
| 第47話                         |          | 混沌的金字形神塔                    | 混沌的金字神塔           | 加藤陽一 後藤綠     | 甲田菜穗              | 甲田菜穗              | 高田真理、蔦佳穗里                                                      | 岩佐智子            |
| 第48話                         |          | 非凡龍的記憶                        |                          | 加藤陽一            | 久藤瞬                | 久藤瞬                | 難波聖美                                                                | 岩佐智子            |
| 第49話                         |          | 光之鬥神 業障                       |                          | 加藤陽一            | 鈴木吉男              | 鈴木吉男              | 永田陽菜、難波聖美                                                      | 岩佐智子            |
| 第50話                         |          | 神之光、神之炎                      |                          | 加藤陽一            | 奧村吉昭              | 奧村吉昭              | 渡辺真由美                                                              | 岩佐智子            |
| 最後一話                       |          | 最後與最初的Strike Shot             |                          | 加藤陽一            | 市川量也、松浦有紗    | 市川量也、松浦有紗    | 高田真理、蔦佳穂里                                                      | 岩佐智子            |
| 續・最終話                     |          | 潘朵拉之盒                          |                          | 加藤陽一            | 甲田菜穂              | 甲田菜穂              | 高田真理、蔦佳穂里                                                      | 岩佐智子            |
| 第2季                          |          |                                     |                          |                     |                       |                       |                                                                         |                     |
| 前夜祭                         |          | 渴望之盡頭的理想鄉                  |                          | 加藤陽一            | 加藤陽一              | 新留俊哉              | 新留俊哉                                                                |                     |
| 第1話                          |          | 轉學生是超絕級？                    |                          | 加藤陽一            | 加藤陽一              | 浜名孝行              | のがみかずお                                                            |                     |
| 第2話                          |          | 轟震穢土的憤怒業拳                  |                          | 加藤陽一            | 加藤陽一              | 小松田大全            | 新留俊哉                                                                |                     |
| 第3話                          |          | 瓦爾普吉斯之夜                      |                          | 加藤陽一            | 加藤陽一              | 小松田大全            | 新留俊哉                                                                |                     |
| 第4話                          |          | 烤雞・男子氣概・冒險王              |                          | 加藤陽一            | 後藤みどり            | 玉川真人              | 玉川真人                                                                |                     |
| 第5話                          |          | 炸裂！第七銀河                      |                          | 加藤陽一            | 後藤みどり            | 玉川真人              | 玉川真人                                                                |                     |
| 第6話                          |          | 溫泉，就是神聖的療癒                |                          | 加藤陽一            | 大知慶一郎            | 頂真司                | のがみかずお                                                            |                     |
| 第7話                          |          | 美人天使的熱氣騰騰事件簿            |                          | 加藤陽一            | 大知慶一郎            | 頂真司 のがみかずお   | のがみかずお                                                            |                     |
| 第8話                          |          | 斑目CEO                             |                          | 加藤陽一            | 加藤陽一              | 新留俊哉              | 新留俊哉                                                                |                     |
| 第9話                          |          | 沒有紛爭的世界                      |                          | 加藤陽一            | 加藤陽一              | 新留俊哉              | 新留俊哉                                                                |                     |
| 第10話                         |          | 森羅萬象的特異點                    |                          | 加藤陽一            | 加藤陽一              | 小松田大全            | 曽根利幸                                                                |                     |
| 第11話                         |          | 連占卜師也茫然！能量點到底在哪？    |                          | 加藤陽一            | 大知慶一郎            | 玉川真人              | 玉川真人                                                                |                     |
| 第12話                         |          | 恐怖大王                            |                          | 加藤陽一            | 後藤みどり            | 玉川真人              | 玉川真人                                                                |                     |
| 第13話                         |          | 大預言家諾斯特拉達姆斯              |                          | 加藤陽一            | 加藤陽一              | 小松田大全            | 中田誠 江口大輔                                                         |                     |
| 第14話                         |          | 輪迴引導菩提樹之仙峽                |                          | 加藤陽一            | 加藤陽一              | 小松田大全            | 曽根利幸                                                                |                     |
| 第15話                         |          | 各有所思                            |                          | 加藤陽一            | 大知慶一郎            | 松下周平              | 松下周平                                                                |                     |
| 第16話                         |          | 森之英雄 羅賓漢                     |                          | 加藤陽一            | 大知慶一郎            | 玉川真人              | 玉川真人                                                                |                     |
| 第17話                         |          | 永恆夢鄉的女神                      |                          | 加藤陽一            | 加藤陽一              | 新留俊哉              | 新留俊哉                                                                |                     |
| 第18話                         |          | 月讀VS月讀零                        |                          | 加藤陽一            | 加藤陽一              | 新留俊哉              | 新留俊哉                                                                |                     |
| 第19話                         |          | 女海賊 亞爾麗塔的奮鬥               |                          | 加藤陽一            | 加藤陽一              | 玉川真人              | 玉川真人                                                                |                     |
| 第20話                         |          | 弒神提督涅維絲                      |                          | 加藤陽一            | 加藤陽一              | 新留俊哉              | 新留俊哉                                                                |                     |
| 第21話                         |          | 黑鬍子蒂奇的企圖                    |                          | 加藤陽一            | 大知慶一郎            | 曽根利幸              | 曽根利幸                                                                |                     |
| 第22話                         |          | 媽祖的真相                          |                          | 加藤陽一            | 大知慶一郎            | 玉川真人              | 玉川真人                                                                |                     |
| 第23話                         |          | 最後的守衛                          |                          | 加藤陽一            | 大知慶一郎            | 小松田大全            | 玉川真人                                                                |                     |
| 逐漸消逝的宇宙篇               |          |                                     |                          |                     |                       |                       |                                                                         |                     |
| 第1話                          |          | 終結的開端                          |                          | 加藤陽一 大知慶一郎 | 小松田大全            | 曽根利幸              | 西村郁 飯島弘也                                                         |                     |
| 第2話                          |          | 壓倒性的力量差距！阻擋在眼前的彌勒  |                          | 加藤陽一            | 大也木寬              | 龜井幹太              | 新留俊哉                                                                |                     |
| 第3話                          |          | 瑪娜的真相                          |                          |                     |                       |                       |                                                                         |                     |
| 第4話                          |          | 拯救瑪娜！各自的決定                |                          |                     |                       |                       |                                                                         |                     |
| 第5話                          |          | 死之國度的刺客、黃泉                |                          |                     |                       |                       |                                                                         |                     |
| 第6話                          |          | 路西法VS黃泉                        |                          |                     |                       |                       |                                                                         |                     |
| 第7話                          |          | 敵人是瑪娜・阿尼瑪                  |                          |                     |                       |                       |                                                                         |                     |
| 第8話                          |          | 我所為之事唯有我知                  |                          |                     |                       |                       |                                                                         |                     |
| 第9話                          |          | 死鬥 龍馬與彌勒                     |                          |                     |                       |                       |                                                                         |                     |
| 第10話                         |          | 龍馬、燃燒生命                      |                          |                     |                       |                       |                                                                         |                     |
| 第11話                         |          | 慈愛天使 瑪娜                       |                          |                     |                       |                       |                                                                         |                     |
| 第12話                         |          | 消逝於宇宙之中                      |                          |                     |                       |                       |                                                                         |                     |
| 第13話                         |          | 遺留之物                            |                          |                     |                       |                       |                                                                         |                     |
| 特別篇                         |          |                                     |                          |                     |                       |                       |                                                                         |                     |
| 夏季特別篇                     |          | 人魚狂想曲                          |                          | 加藤陽一            | 頂真司                | 新留俊哉 小野田雄亮   | 茶之原拓也 北原章雄、谷口繁則                                           |                     |
| Winter Special                 |          | Rain Of Memories                    |                          | 加藤陽一            | 橘秀樹                | 日下尚義              | 野本正幸、こかいゆうじ 向川原憲                                         |                     |
|                                |          | 路西法的戰慄天籟 〜唯一的最初樂章〜 |                          | 加藤陽一            | 坂本一也、太田里香    | 伊東優一              | 高田奈央子、芳我恵理子                                                  |                     |
| Monster Sonic!達太喵的偶像宣言 |          |                                     |                          |                     |                       |                       |                                                                         |                     |
| 第1話                          |          | Shining Sonic Beam!                 |                          | 加藤陽一            | 原雅人                | 奥野浩行              | 鈴木彩乃、星野真澄 朝井聖子                                             | 吉田南 重藤聡太     |
| 第2話                          |          | 最強的室友 紫苑！                   |                          | 加藤陽一            | 原雅人                | ありえゆうき          | 松本昌代、網修次郎                                                      | 北原広大 吉田南     |
| 第3話                          |          | 第一份工作                          |                          | 加藤陽一            | 名取孝浩              | 石郷岡範和            | 徳丸昌大、星野真澄                                                      | 吉田南 重藤聡太     |
| 第4話                          |          | 萌生的羈絆 ～Two for all～          |                          | 加藤陽一            | 有冨興二 ありえゆうき | 有冨興二 ありえゆうき | 渡部裕子、東美帆 網修次郎、松本昌代 重藤聡太、池田志乃 徳丸昌大、吉田南 | 吉田南              |
| 第5話                          |          | 命運的Monster Sonic！               |                          | 加藤陽一            | 原雅人                | 原雅人                | 石橋大輔、早川加寿子 輿石暁、池田志乃 高橋さやか                        | 吉田南              |
| 路西法 反叛的墮天使            |          |                                     |                          |                     |                       |                       |                                                                         |                     |
| 第1話                          |          | 通往黑暗的序章                      |                          |                     |                       |                       |                                                                         |                     |
| 第2話                          |          | 迴響於天界的不協和音                |                          |                     |                       |                       |                                                                         |                     |
| 第3話                          |          | 逐漸崩壞的友情                      |                          |                     |                       |                       |                                                                         |                     |
| 第4話                          |          | 我是庫洛奇國王！                    |                          |                     |                       |                       |                                                                         |                     |
| 第5話                          |          | 衝突的想法                          |                          |                     |                       |                       |                                                                         |                     |
| 第6話                          |          | 各自的覺悟                          |                          |                     |                       |                       |                                                                         |                     |
| 第7話                          |          | 路西法VS烏列爾                      |                          |                     |                       |                       |                                                                         |                     |
| 第8話                          |          | 反叛的墮天使                        |                          |                     |                       |                       |                                                                         |                     |
| 第9話                          |          | 禁忌之盒                            |                          |                     |                       |                       |                                                                         |                     |
| 第10話                         |          | 路西法的去向                        |                          |                     |                       |                       |                                                                         |                     |
| 第11話                         |          | 奪回能力大作戰                      |                          |                     |                       |                       |                                                                         |                     |
| 第12話                         |          | 友情力量無限大                      |                          |                     |                       |                       |                                                                         |                     |
| 第13話                         |          | 墮天使路西法 展開行動！             |                          |                     |                       |                       |                                                                         |                     |
| 第14話                         |          | 別西卜的意圖                        |                          |                     |                       |                       |                                                                         |                     |
| 第15話                         |          | 衝進深淵煉獄！                      |                          |                     |                       |                       |                                                                         |                     |
| 第16話                         |          | 襲擊而來的天聖們                    |                          |                     |                       |                       |                                                                         |                     |
| 第17話                         |          | 捷芬的憤怒反擊                      |                          |                     |                       |                       |                                                                         |                     |
| 第18話                         |          | 蘇爾加特的暴走                      |                          |                     |                       |                       |                                                                         |                     |
| 第19話                         |          | 賭上未來的決斷                      |                          |                     |                       |                       |                                                                         |                     |

## 延伸遊戲

### 怪物彈珠（3DS）
2015年年底，推出任天堂3DS版本的角色扮演遊戲《怪物彈珠》（モンスターストライク），隔日銷售量突破100萬。

## 各国營運
2014年7月由騰訊宣布代理營運的中國版本，於2015年8月13日關閉新用戶註冊和遊戲充值；並在10月19日停止遊戲用戶端下載，並關閉遊戲官方網站、論壇、伺服器。
韓國版本在2016年11月下旬結束遊戲服務器，而美國版本也在2017年8月1日結束遊戲伺服器。
2019年12月19日，於2017年8月再次營運的中國服公告在2020年2月20日結束遊戲伺服器。

## 外部連結
- 日本《怪物彈珠》官方網站 （页面存档备份，存于）（日語）
- モンスターストライク公式(モンスト)的X（前Twitter）
- モンスト（モンスターストライク）公式 （页面存档备份，存于） - YouTube
- 台灣《怪物彈珠》官方網站 （页面存档备份，存于）（繁體中文）
- 3DS遊戲官方網站 （页面存档备份，存于）（日語）
- 網絡動畫「怪物彈珠」官方網站 （页面存档备份，存于）（日語）
- 劇場版《空之彼方》官方網站 （页面存档备份，存于）（日語）